# Qing-dynastie
De Qing-dynastie (Chinees: 清; pinyin: Qīnɡ), ook wel Mantsjoe-dynastie, was de laatste keizerlijke dynastie van China. Zij volgde de Ming-dynastie in 1644 op en werd zelf vervangen door de Republiek China in 1912.
De oorsprong van de dynastie lag in Mantsjoerije bij de Aisin Gioro, een van de vele clans die in het gebied leefden. Onder Nurhaci (1559–1626) wist de clan door verovering en allianties de dominante te worden van alle stammen van de Jurchen en overige stammen ten noordoosten van het Chinese rijk. Nurhaci wist die te verenigen in een confederatie. In 1616 benoemde hij zijn dynastie als de Latere Jin. Onder zijn zoon Hong Taiji (1592–1643) kwam de multi-etnische coalitie tot stand die hij in 1635 als Mantsjoes benoemde. In 1636 hernoemde Hong Taiji de dynastie en gaf die de naam Qing. (Helder). In 1644 veroverden de Mantsjoes Peking. Na de inname van Peking zou het nog veertig jaar duren voordat de Qing hun macht in het gehele land daadwerkelijk hadden geconsolideerd.
De Qing vormden het grootste Chinese rijk ooit. De omvang van het rijk werd vergeleken met dat van de Ming meer dan verdubbeld. Het aantal inwoners van het rijk aan het eind van de dynastie was met ruim 500.000.000, het dubbele van het aantal in het begin van de dynastie. Met name vanaf de achttiende eeuw waren er in het rijk groepen aanwezig die daarvoor nooit deel hadden uitgemaakt van een Chinese staat, zoals Tibetanen, Oeigoeren, sommige groepen Mongolen, Birmezen en inheemse groepen op Taiwan. Het rijk van de Qing had een veel multi-etnischer karakter dan het rijk van welke dynastie daarvoor ook. Er is onder westerse historici ook wel een debat geweest of de Mantsjoe-keizers hun rijk nu als een Chinees rijk zagen of als een Qing-rijk waarvan China wel de verreweg belangrijkste maar niet de enige component was. Die laatste opvatting werd door Chinese historici fel bestreden. De huidige Volksrepubliek legitimeert huidige grenzen en aanspraken op betwist gebied op basis van ontwikkelingen tijdens deze dynastie. Ook de republiek China deed dat tussen 1912 en 1949.
Om een rijk met die omvang te kunnen regeren creëerden de Qing nieuwe en meer effectieve vormen van bestuur en communicatie. Tijdens de bloeiperiode van de dynastie, eind zeventiende tot eind achttiende eeuw, werd een productieniveau en welvaart bereikt dat aanzienlijk hoger was dan in welke dynastie daarvoor. De gemiddelde levensstandaard tijdens de achttiende eeuw was in China vermoedelijk hoger dan in West-Europa.
Aan het eind van de achttiende eeuw zijn er echter ook al tekenen dat het systeem begint te falen en onvoldoende in staat is problemen op te lossen. De contacten en handel met Europa speelden in strategisch opzicht lang slechts een marginale rol in de periferie. Pas vanaf de Eerste Opiumoorlog van 1839–1842 gaan gebeurtenissen in China voor een deel bepaald worden door westerse interventie en imperialisme. De dynastie is dan al ernstig verzwakt en overleefde de Taipingopstand van 1850–1864 nauwelijks. Vanaf de periode na deze opstand waren er facties aanwezig, die zich de noodzaak van hervormingen realiseerden. Het doel van de Zelfversterkingsbeweging was de introductie van westerse militaire technologie en het starten van een industriële ontwikkeling naar westers model juist om de Qing-dynastie te laten overleven en traditionele confuciaanse waarden te handhaven. Een aantal elementen hadden ook wel enig succes.
Meer in het algemeen was er toch te weinig blijvend resultaat vanwege het ontbreken van een op nationaal niveau consistent uitgevoerd moderniseringsbeleid. Er was daarnaast bij aanzienlijke groepen in de samenleving de opvatting dat zelfs een beperkte modernisering al gelijk stond aan cultureel verraad waardoor er uiteindelijk onvoldoende draagvlak was voor het consequent invoeren en toepassen van technologische en wetenschappelijke veranderingen. Na de Bokseropstand van 1899–1900 vond een herleving van een aantal hervormingen plaats die bekendstaat als De Nieuwe Politiek. Het zouden juist de instituten zijn, die gecreëerd waren door De Nieuwe Politiek vanaf 1901, zoals nieuw gevormde legerkorpsen, Kamers van Koophandel en provinciale assemblees die zouden zorgen voor de val van de dynastie.

## Ontstaan van de dynastie

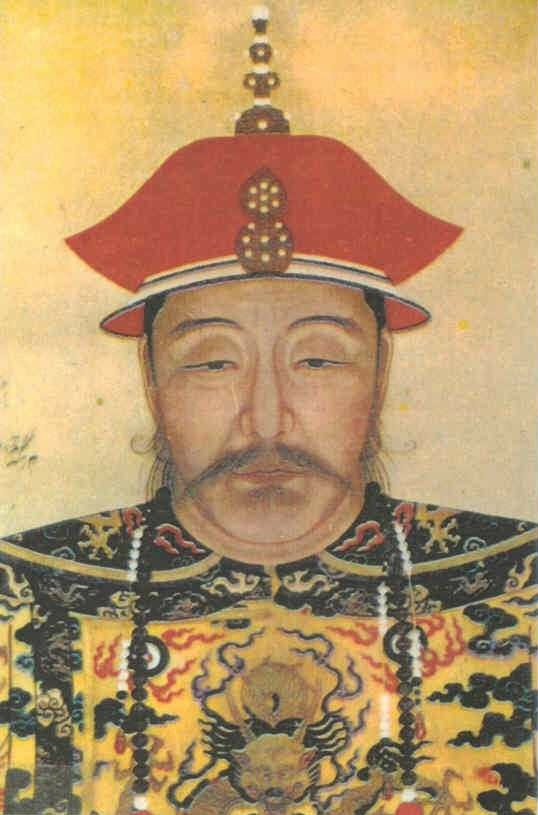
Nurhaci

De oorsprong van de dynastie was in wat nu het uiterste noordoosten van China is, het gebied wat aangeduid wordt met de naam Mantsjoerije. In de periode van de Ming-dynastie werd alleen het zuidelijk deel van dat gebied door hen beheerst.
Er waren vele bevolkingsgroepen in dit deel van China. Enkele daarvan hadden wel linguïstische en genetische overeenkomsten, zoals bij de Jurchen, maar er bestond geen overkoepelende etnische identiteit voor de clans en stammen in dit gebied. Een van die clans was de Aisin Gioro. Aisin betekent goud en wordt in het Chinese schrift geschreven met het karakter Jin. Dat was de dynastieke naam van die Jurchen die als de Jin-dynastie tussen 1115 en 1260 het noorden van China hadden beheerst. De clan claimde van die dynastie af te stammen. Vanaf het eind van de zestiende eeuw wist de leider van de clan, Nurhaci (1559–1626) door veroveringen en sluiten van allianties de dominante leider te worden van de overige stammen van de Jurchen en andere die in het noordoosten woonden.
Personen en groepen in dit deel van het huidige China werden in die periode niet ingedeeld op basis van vermeende etniciteit, maar veel meer op basis van levensstijl, loyaliteit en taal. Han-Chinezen die het gezag van Nurhaci accepteerden, levensstijl en taal overnamen konden onderdeel van de identiteit Jurchen worden. Hetzelfde gold voor Mongolen in de gebieden die in het westen aan Mantsjoerije grensden. Ook transities van Jurchen naar Chinees kwamen voor. In 1621 had Nurhaci de verovering van Liaoning afgerond en van Shenyang zijn hoofdstad gemaakt. In 1616 had hij zijn dynastie benoemd als de Laatste Jin. Nurhaci werd opgevolgd door zijn achtste zoon Hong Taiji, (1592–1643). In 1635 formuleerde Hong Taiji dat zijn onderdanen voortaan de Mantsjoes genoemd zouden moeten worden.
In de meer recente geschiedschrijving wordt betoogd, dat Hong Taiji om strikt politieke redenen een identiteit trachtte te creëren die hij de naam Mantsjoe gaf. Dit om de vele vaak heel verschillende stamgebonden identiteiten van de Jurchen maar ook andere noordoostelijke stammen te vervangen. Van die nieuwe identiteit konden ook Mongolen en Han-Chinezen deel uitmaken. Die meer recente geschiedschrijving hanteert ook het beeld van de vroege Mantsjoes als een multi-etnische coalitie, waarvan de Jurchen oorspronkelijk wel de belangrijkste maar zeker niet de enige groep vormden. Die coalitie had als doel het ten val brengen van de Ming-dynastie en de verovering van China.
In 1636 hernoemde Hong Taiji de naam van de dynastie en gaf die de naam Qing. (Helder)

## De verovering van China tot de inname van Peking

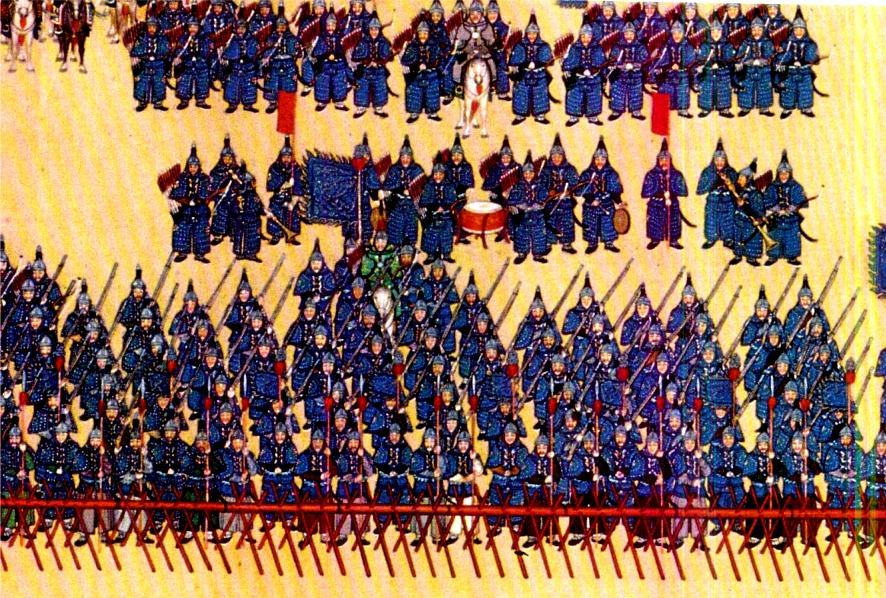
Soldaten van het Blauwe Vendel.

Een van de belangrijkste stappen voor de verovering en daarna voor de vormgeving van de Qing-staat was het creëren van een vendelsysteem, een van de vele zaken waarin de Mantsjoes beïnvloed werden door de Mongolen. Er waren oorspronkelijk vier vendels. In 1616 werden de Acht Vendels gecreëerd. Uiteindelijk waren er daarnaast nog acht Mongoolse vendels en acht Chinese vendels. Iedere vendel was een militaire eenheid, maar daarnaast ook een woongebied en een eenheid voor economische productie. Met een vendel werden niet alleen de militairen bedoeld, maar ook de groepen personen die van hen afhankelijk waren. Uiteindelijk werd ieder vendel geïdentificeerd met een etnische identiteit. In de praktijk was er wel een zekere etnische homogeniteit, maar in iedere vendel waren er Chinese, Mongoolse en Mantsjoe bataljons. Op het niveau van de vendels werden dus meerdere etnische identiteiten in zekere mate geïntegreerd. De samenstelling van de vendels werd verder vooral bepaald door eisen van doelmatigheid die ook flexibel kon worden aangepast.
De vroege Mantsjoes hadden een aantal moeilijkheden te overwinnen bij de geplande verovering van China. Nadat Nurhaci zijn militaire troepenmacht steeds had uitgebreid kwamen er aanzienlijke logistieke problemen. Al vanaf ongeveer 1615 waren er regelmatig situaties dat er onvoldoende voedsel was om zowel de eigen bevolking van de Jurchen alsook de legertroepen te voeden.
In 1626 leed het leger van de Mantsjoes een zware nederlaag tegen dat van Ming. Om voldoende voedsel voor het leger te krijgen was buit van veroverde gebieden essentieel. Het stagneren van dat proces leidde tot de wens bij sommige stamleiders terug te keren naar de "goede oude dagen" van raids en plunderingen en het streven naar een staat en de verovering van China op te geven. De Mantsjoes waren in feite niet sterk genoeg om een plan voor directe en rechtstreekse verovering van China uit te voeren.
In 1634 wist Hong Taiji wel de Chahar-Mongolen te onderwerpen. Hij verkreeg daarmee ook het officiële zegel van de oude Yuan-dynastie dat Ligdan Khan leider van de Chahar en laatste keizer van de Noordelijke Yuan-dynastie in zijn bezit had. Het gebied dat nu globaal het huidige Binnen-Mongolië is werd aan zijn rijk toegevoegd. In 1636 viel hij Korea binnen en wist het gebied van de Joseondynastie die aan de Ming tribuutplichtig was tot een protectoraat te maken. Beide gebeurtenissen leverden ook weer enige buit op. In de zomer van 1642 wist een leger van de Mantsjoes door de Chinese Muur te breken en plunderde ruim een half jaar het noorden van China. In mei 1643 trok dat leger zich terug met buit en gevangenen zonder dat het een militaire confrontatie van enige betekenis had gehad met een leger van de Ming.
Het hoofddoel, de verovering van China, werd uiteindelijk bereikt doordat de Ming-dynastie geconfronteerd werd met een lange reeks van misoogsten in de jaren 1636–1643 met boerenopstanden en rebellie in grote delen van het land. De leider van de rebellen Li Zicheng wist in april 1644 Peking in te nemen. De laatste keizer van de Ming, Chongzhen, pleegde zelfmoord. Een aanzienlijk deel van het rebellenleger rukte daarna op naar de Shanhaiguan-pas aan de Chinese Muur. Daar was de enige bevelhebber met een troepenmacht van enige omvang die de Ming nog trouw gebleven was. Deze Wu Sangui besloot hierop een alliantie met de Mantsjoes aan te gaan. Het rebellenleger werd vernietigend verslagen en de Mantsjoes konden vrijwel ongehinderd Peking innemen.

## Eerste beleidsmaatregelen
Na de dood van Hong Taiji in 1643 was Dorgon van 1643 tot aan zijn dood in 1650 regent van de toen minderjarige keizer Shunzhi. Dorgon zette het beleid van Hong Taiji voort naar een verdergaande centralisatie van de machtsstructuur door het beperken van de macht van de vendelcommandanten. Tijdens zijn bewind werd een begin gemaakt met het beleid om de vendeltroepen te gaan legeren in garnizoenen verspreid over het rijk en het door hen ontvangen van salaris en vaak een stuk grond.

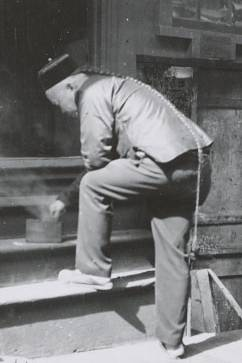
Tot begin twintigste eeuw droeg het overgrote deel van Chinese mannen hun haar in een vlecht

Dorgon begon het beleid van het creëren van een vorm van diarchie waarbij vroegere Ming-functionarissen en Mantsjoes gezamenlijk een hoge administratieve functie uitoefenden. Binnen de elite van de Mantsjoes werd met name over het dit punt heel verschillend geoordeeld. Er waren facties die een acceptatie van Chinese wijzen van besturen radicaal afwezen.
In 1645 werden voor het eerst weer de examens voor bestuurders gehouden. Net zoals onder de Ming-dynastie zouden die voortaan iedere drie jaar georganiseerd worden. In het examen van 1645 moesten kandidaten de vraag beantwoorden hoe Mantsjoes en Han-Chinezen verenigd konden worden, zodat hun harten dezelfde zouden worden en hoe zij samen zouden kunnen werken.
Waarschijnlijk nam Dorgon met het oog op het laatste ook een van de meest cultureel omstreden en tot begin twintigste eeuw zichtbare maatregelen. Dat was zijn bevel uit 1645 aan alle mannen in het land voortaan hun voorhoofd te scheren en het resterende haar in een vlecht te dragen. Onder de Mantsjoes en bij sommige stammen in het noordoosten van China was dit de gebruikelijke haardracht, maar voor een zeer grote meerderheid van de Chinese mannen was dat in die periode een enorme verandering. Dorgon had waarschijnlijk de woede die dit decreet zou veroorzaken bij Han-mannen onderschat. Zij zagen hun traditionele haarstijl als een deel van hun culturele identiteit. Met name bij een deel van de elites op het platteland, die feitelijk de autoriteit van de Qing al hadden aanvaard, leidde dit tot nieuwe vormen van verzet.

### Consolidatie

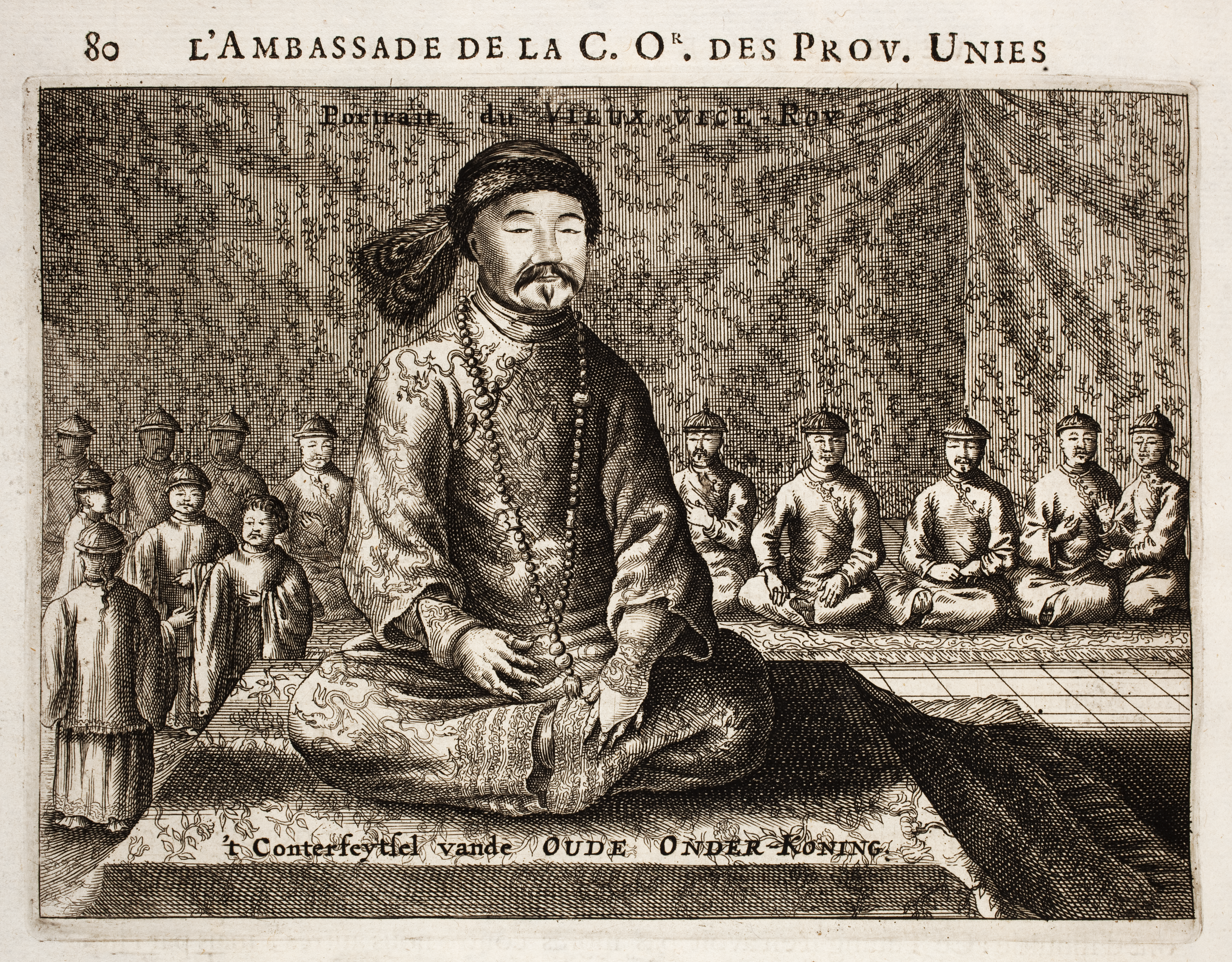
Shang Kexi, de gouverneur van Guangdong, getekend door Joan Nieuhof in 1655

Na de inname van Peking zou het nog veertig jaar duren voordat de Qing hun macht in het gehele land daadwerkelijk hadden geconsolideerd. In de eerste plaats diende er nog enkele decennia strijd geleverd te worden met resterende groepen Ming-loyalisten in het zuiden van het land. Daarbij maakte met name Wu Sangui zich verdienstelijk. Zijn campagnes brachten hem tot in Birma waar hij in 1662 de laatste telg van de Ming-dynastie die nog verzet pleegde kon arresteren en executeren.
Wu Sangui was wel de belangrijkste maar niet de enige generaal van de Ming-dynastie die uiteindelijk voor de Mantsjoes had gekozen. Meerdere van die generaals kregen de post van militair gebiedsgouverneur. Wu Sangui kreeg die post voor Yunnan, Shang Kexi van Guangdong en Geng Jimao van Fujian. Deze gebieden konden door hen op een vrijwel geheel autonome wijze worden bestuurd.
De keizer Kangxi trachtte vanaf 1669 de macht van deze drie gouverneurs te beperken. Een belangrijke reden was dat er enorme subsidies aan de in die provincies aanwezige legers verstrekt werden terwijl Kangxi niet zeker was van hun loyaliteit. Shang Kexi bood in 1673 zijn ontslag aan maar dat werd slechts geaccepteerd onder de voorwaarde dat zijn zoon hem niet zou opvolgen. Het hof in Peking had de angst, dat zich in deze drie provincies nieuwe erfelijke dynastieën zouden ontwikkelen. Het militair bestuur onder een gouverneur in Guandong werd opgeheven en Kangxi beval Shang Kexi zijn legers in Guandong te ontmantelen.

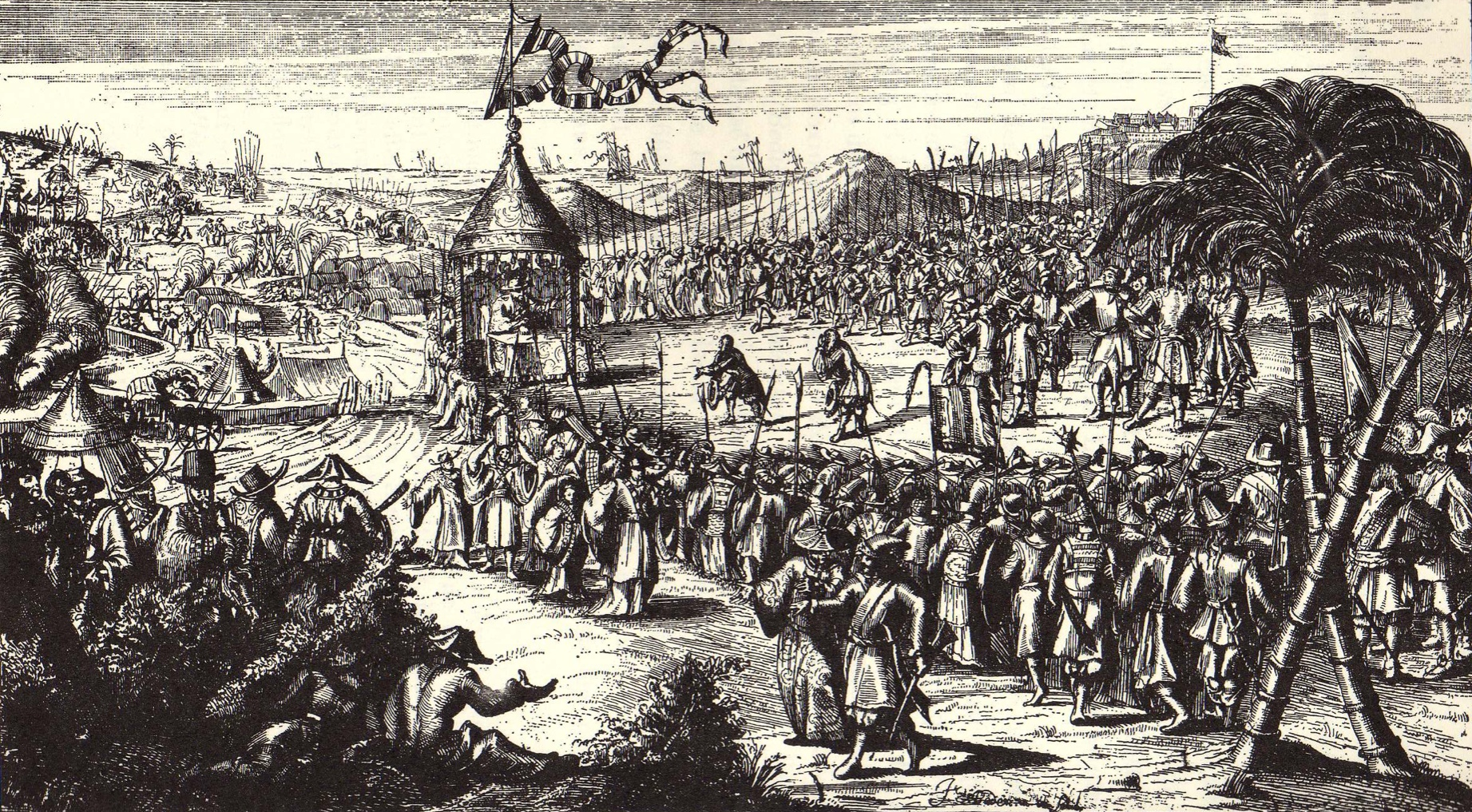
Overgave van Fort Zeelandia aan Koxinga

Wu Sangui vatte dit op als een oorlogsverklaring aan de zuidelijke provincies. In december 1673 proclameerde Wu Sangui de zogenaamde Zhou-dynastie alsmede de onafhankelijkheid van Yunnan en voerde een aantal offensieven uit in Guizhou en Hunan. Tegelijkertijd kwamen ook Shang Kexi en een zoon van Ging Jimoa in hun provincies in opstand. Pas in 1681 wist Kangxi deze opstand, die bekendstaat als de Opstand van de Drie Leengoederen definitief te beëindigen.
Er was in de kustgebieden ook verzet van de handelaar en piraat Zheng Chenggong, ook bekend onder de naam Koxinga. Hij erfde van zijn door de Mantsjoes geëxecuteerde vader een groot handelsimperium. Hij maakte enorme winsten uit de handel met Japan en Zuidoost-Azië. In 1661 trok hij zich terug op Formosa, dat toen voor een deel als Nederlands-Formosa in handen was van de Vereenigde Oostindische Compagnie. Koxinga belegerde het Fort Zeelandia en dwong de Nederlanders tot overgave en vertrek uit Formosa. Pas in 1683 werd zijn kleinzoon definitief verslagen en ging het eiland deel uitmaken van het Qing-rijk.

## Bestuur
Na de korte periode van Shunzhi (r. 1650–1661) volgde er een periode tot 1795, waarin maar drie keizers regeerden. Kangxi (r. 1662–1722), Yongzheng (r. 1723–1735) en Qianlong (r. 1736–1795)
Van de Ming namen de Qing het bestaande Grote Secretariaat over. De hierin werkzame secretarissen hadden relatief weinig invloed op het formuleren en maken van beleid, maar diende vooral als het communicatiekanaal tussen de keizer en andere ambtenaren. Er bestonden zes ministeries. Inkomsten en Belasting, Personeelszaken, Oorlog, Justitie, Openbare Werken en Riten. Ook die hadden een meer adviserende dan direct uitvoerende taak. Onder het Ministerie van Riten vielen niet alleen zaken als protocol, etiquette en ritueel, maar ook de verantwoordelijkheid voor het examenstelsel, onderwijs meer in het algemeen en een deel van de diplomatieke relaties met omringende landen.
Het Hof van Koloniale Zaken (Lifan yuan) werd al in 1638 gecreëerd. Het was het eerste overheidsorgaan in de Chinese geschiedenis dat specifiek werd ingesteld om regio's buiten het traditionele Chinese gebied te besturen. Bij de oprichting in 1638 handelde het om het gebied van het huidige Binnen-Mongolië. Later in de zeventiende en achttiende eeuw handelde het vooral om het gebied van de huidige republiek Mongolië en Centraal-Tibet. Het instituut had vrijwel geen enkele Han-Chinees in dienst en de schriftelijke zaken werden vrijwel alleen afgehandeld in het Mantsjoe.
Een tweede innovatie was het creëren van een Departement voor de Keizerlijke Huishouding. Dat betekende het verdwijnen van de eunuchen die de hofhouding in de periode van de Ming hadden gedomineerd. Hun taak werd voor het grootste deel overgenomen door booi, (horigen) uit het vendelsysteem. Ten behoeve van de keizerlijke huishouding moesten er bedrijven geleid worden en handelscontracten worden afgesloten. Het Departement bezat eigen fabrieken en ook uitgeverijen. Een booi kon hierin tot belangrijke en leidinggevende functies opklimmen.
De belangrijkste innovatie was het oprichten van een kernkabinet, het Strategisch Bureau. De Chinese naam junjichu betekent letterlijk Plek voor Militaire Aangelegenheden. Al in de periode van Yongzheng werd het de plek waar alle belangrijke strategische beleidsbeslissingen voor alle sectoren werden besproken. Het had meestal vijf, zes leden die dagelijks met de keizer bijeenkwamen. De personele samenstelling van het Bureau bestond vrijwel altijd geheel uit Mantsjoes. In de periode van de Late Qing tijdens de negentiende eeuw wist het ook in perioden van zwakke keizers een continuïteit in leiderschap te waarborgen.
Gelijktijdig met de oprichting van dit Bureau werd de conclusie getrokken dat de communicatie via het Grote Secretariaat een log systeem was. De keizers gingen dan ook over tot het instellen van een Paleismemoriesysteem, waarin zij en de leden van het Strategisch Bureau rapporten konden ontvangen zonder dat die eerst alle ambtelijke organen hoefden te passeren. Binnen de gehele overheidsadministratie waren ongeveer honderd personen bevoegd om berichten via het Paleismemoriesysteem te zenden. Als een keizer echter de mening had, dat ook de rapporten via dit systeem te veel routine werden kon hij dat aantal verhogen en bijvoorbeeld over bepaalde onderwerpen ook niet-bestuurders uitnodigen om over een specifiek onderwerp gedurende een zekere periode nieuwe ideeën via het memoriestysteem in te zenden.

### Administratieve indeling
De provinciale indeling van de Ming werd door de Qing voor het grootste deel overgenomen. China had achttien provincies met aan het hoofd een gouverneur. In de grootste provincies was daarnaast ook een gouverneur-generaal aanwezig. Soms had een gouverneur-generaal ook het hoogste gezag over twee provincies. Onder het provinciale niveau waren er prefecturen met een prefect als belangrijkste functionaris. Daarna volgde het districtsniveau. Afhankelijk van de grootte kon een provincie zeven tot dertien prefecturen hebben. Een prefectuur had meestal zeven of acht districten. Er waren in China dus ongeveer achttienhonderd districten. In de meest bevolkingsrijke gebieden kon een district uit ruim een miljoen inwoners bestaan. Hiernaast konden er specialisten op provincieniveau alsook de lagere niveaus werken die verantwoordelijk waren voor financieel beheer en voor grote infrastructurele projecten als bijvoorbeeld het onderhoud van het Keizerskanaal. Die dienden verantwoording af te leggen aan een van de nationale ministeries.
Binnen het systeem gold een regel die vertaald uit het Chinees luidt als de wet van vermijding. De meeste functionarissen hadden met goed gevolg ook het belangrijkste examen van het Chinees examenstelsel afgelegd, maar waren vaak ook rijke landeigenaren. Hun eigen economische en sociale positie berustte op dat eigendom. Die functionarissen werkten echter altijd in een andere provincie dan de provincie waarin zij eigendom hadden. Ook zijn naaste collega's konden nooit uit die provincie afkomstig zijn. Om te vermijden dat een functionaris zich te veel zou identificeren met de provincie waarin hij werkte was er rotatiesysteem voor lokale en provinciale bestuurders, dat erop gericht was dat uitoefening van een functie in dezelfde provincie gewoonlijk niet langer duurde dan gemiddeld drie jaar. Gedurende hun carrière werden deze bestuursfunctionarissen dus op vele plaatsen en provincies in het land ingezet.

### Inkomsten en belastingen
Het overgrote deel van de inkomsten van de staat was gebaseerd op belastingen op agrarische productie. Oorspronkelijk was dat een combinatie van belasting gebaseerd op het aantal volwassen mannen in een huishouding en een taxatie per eenheid van de opbrengst van het door dat huishouden gecultiveerde land. In de periode van Yongzheng verviel het eerste deel en werd besloten alleen belasting te heffen op de geraamde opbrengsten van de grond. Dat was een vorm van progressieve belastingheffing waarmee de grote landeigenaren dan ook niet gelukkig waren, maar hun protest had geen resultaat.
Voor het grootste deel van de periode van de Qing was de belastingdruk op de Chinese bevolking gematigd. Het oordeel van de meeste hedendaagse historici is, dat de Chinese bevolking feitelijk te weinig belasting betaalde. In bepaalde perioden, zoals het midden van de achttiende eeuw, werd op basis van de toegenomen welvaart de belastingdruk verder verlaagd. Dit was een uiting van het confuciaanse goedhartige bestuur, dat de keizers beoogden. In 1712 proclameerde Kangxi na een landelijk kadastraal onderzoek dat de economische productie nu weer identiek was aan die van de bloeiperiode van de Ming. Hoewel er in de toekomst wel nieuw land te ontginnen zou zijn, verklaarde hij dat de belasting per eenheid op agrarische productie voortaan ongewijzigd zou blijven.

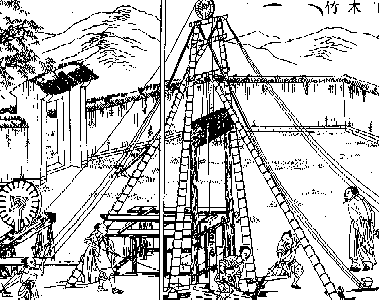
De keizers hadden eigen inkomsten uit de zoutwinning

Dit had tot gevolg dat de staat uiteindelijk in toenemende mate moeilijkheden kreeg doordat het genoegen nam met een kleiner deel van het bruto nationaal product en met het financieren van nieuwe uitdagingen in een economie met soms aanzienlijke inflatie. Een van de gevolgen was dat provinciale en lokale overheden te weinig inkomsten kregen om hun uitgaven te financieren. Die trachtten dat probleem op te lossen door extra heffingen via handelsbelastingen op te leggen. In de periode 1800–1850 was er dan ook sprake van een verhoging van de belastingdruk. Hierna vond er weer een daling plaats. Die daling wordt toegeschreven aan een poging om de boerenbevolking te ontzien, maar kwam ook voort uit de bestuurlijke onmacht om te innen, mede als gevolg van de vele opstanden in de tweede helft van de negentiende eeuw.
De keizers hadden eigen inkomsten uit het staatsmonopolie op de zoutwinning en op de inkomsten uit de buitenlandse handel in Kanton. Het geld werd besteed aan de hofhouding, militaire uitgaven voor elitetroepen en rituele en protocollaire zaken.

## De expansie van het rijk
In de periodes van Kangxi, Yongzheng en Qianlong verdubbelde de omvang van het rijk in vergelijking met dat van de Ming-dynastie. De huidige Volksrepubliek ontleent de legitimiteit van haar grenzen dan ook in belangrijke mate aan de tijdens deze dynastie ontstane situatie.

### De relatie met Rusland en de annexatie van Mongolië
Vanaf eind zestiende eeuw vond een expansie van het Russische rijk naar het oosten plaats. Dit bracht de Russen onvermijdelijk in contact en in conflict met de Qing-dynastie. Kangxi moest echter lang zijn prioriteiten leggen bij het neerslaan van de opstanden in het zuiden. Pas na 1682 kon hij meer adequaat op de situatie reageren.
Een tweede element werd gevormd door Galdan (1644–1697), de leider van de Dzjoengaren. Hij had de ambitie een nieuw groot Mongools rijk te stichten dat zijn basis zou hebben in Centraal-Azië. Het kanaat van Dzjoengarije was een rijk land. Al sinds 1640 had het gebied een monopolie op de handel met de Russische vestigingen in Siberië, waarmee het ook veel politieke contacten onderhield. Het gebied van het kanaat lag in het noorden van de huidige provincie Sinkiang en het beheerste een groot deel van de oude handelsroutes. Die positie werd nog sterker toen Galdan ook invloed verkreeg in het islamitische Tarimbekken. Ook zijn ambities leidden onvermijdelijk tot een conflict met de Qing-dynastie.
In 1689 sloten China en Rusland het verdrag van Nertsjinsk. Daarbij werden de grenzen tussen beide landen in de regio van de Amoer vastgelegd. Voor Kangxi was de belangrijkste strategische overweging het voorkomen van een alliantie tussen Galdan en de Russen. Galdan werd gelijk geconfronteerd met de consequenties van het verdrag. Hij had in 1688 al een grote aanval op het gebied van de Khalkha-Mongolen ondernomen. In begin 1690 verzocht hij de Russen om militaire bijstand bij een volgende aanval op het Khalka gebied. Die werd resoluut geweigerd. Galdan richtte bij de toch uitgevoerde aanval een slachting aan onder de Khalkha's. Het grootste deel van de Khalkha's trok de Gobiwoestijn over en stelde zich onder bescherming van de keizer. Enkele jaren later in 1691 accepteerden de Khalka's hun formele onderwerping aan de keizer tijdens een bijeenkomst in Dolon Nor. Het resultaat daarvan was dat het gebied van Mongolië tot 1911 deel zou uitmaken van het Chinese rijk. Er volgden aan aantal campagnes van Kangxi tegen Galdan die uiteindelijk leidden tot de dood van Galdan in 1697. De Dzjoengaren zouden echter tot midden achttiende eeuw de grootste tegenstander van het rijk in Azië blijven.

### Het Chinese protectoraat in Tibet

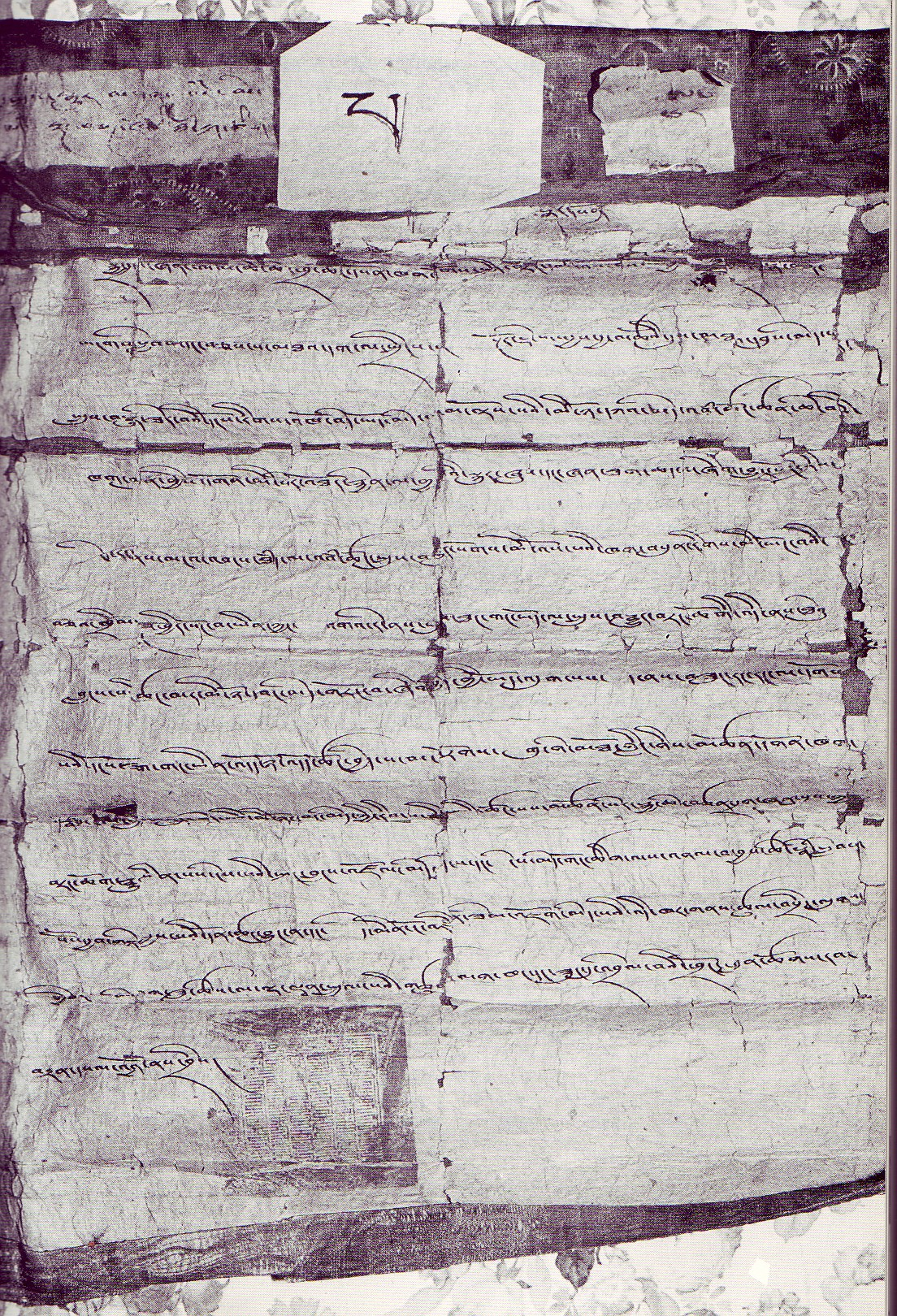
Heerseroorkonde van Lhabzang Khan uit 1707

Vrijwel alle Mongoolse stammen waren vanaf de zestiende eeuw overgegaan tot het Tibetaans boeddhisme. Als gevolg daarvan hadden zij de neiging om herhaaldelijk in Tibet te interveniëren. In 1642 was dankzij de militaire interventie van Güshri Khan van de Khoshut-Mongolen de gelug en daarmee de vijfde dalai lama de overwinnaar in een decennia durende burgeroorlog geworden. Vanaf eind zeventiende eeuw was Tibet een slagveld geworden voor onderling Mongoolse twisten. In 1702 viel Lhabzang Khan, een opvolger van Güshri Khan – met instemming van Kangxi – Tibet binnen en bezette het land.
Lhabzang had de steun van een aanzienlijk deel van de Tibetaanse adel. De hiërarchie van de gelug en met name de abten van de grote kloosters rondom Lhasa begonnen zich echter in toenemende mate van hem af te keren. Zij zochten toenadering tot Tsewang Rabtan, de opvolger van Galdan als leider van de Dzjoengaren. In 1717 viel zijn broer Tsering Dondup met een strijdmacht Tibet binnen. Door handlangers binnen de stad wisten zij Lhasa relatief gemakkelijk in te nemen. De Dzjoengaren creëerden al snel een vorm van een schrikbewind. Zij plunderden Lhasa en het Potalapaleis en introduceerden een vorm van inquisitie, die de grote gelugkloosters onderzocht. Iedereen, die geen monnik was moest het klooster verlaten en iedere monnik aan wiens gedrag ook maar een beetje getwijfeld kon worden volgde dat lot.
Kangxi besloot deze gelegenheid te grijpen om een eind te maken aan de machtspositie van de Dzjoengaren in dit gebied en een Chinese legermacht verdreef daarop in 1720 de Dzjoengaren uit Tibet en Lhasa. Dit was de aanvang van de periode van het Chinese protectoraat over Tibet. Vrijwel tegelijkertijd met de vestiging van het dit protectoraat verloren ook de Mongoolse prinsdommen in het gebied van de huidige provincie Qinghai hun onafhankelijkheid. Die prinsdommen alsmede het Tibetaanse cultuurgebied Amdo werden politiek en administratief onderdeel van de toenmalige provincie Gansu. Het gebied met de historische naam Kham werd voor het grootste deel onderdeel van de provincie Sichuan.

### De verovering van Sinkiang

Omvang van het rijk na de verovering van Sinkiang

In 1727 werd Tsewang Rabtan vermoord en als leider van de Dzjoengaren opgevolgd door Galdan Tseren. Vanaf 1728 vonden een aantal malen vredesonderhandelingen tussen de Qing en de Dzjoengaren plaats. Die mislukten en Yongzheng besloot dan ook tot een agressieve campagne, gericht op de vernietiging van de Dzjoengaarse staat. In 1731 werd het Chinese leger nabij Khobdo echter vrijwel geheel door de Dzjoengaren vernietigd. In 1739 werd een vorm van een wapenstilstand getekend. Hierbij kwam uiteindelijk een gemarkeerde grens tot stand en regelmatige handelsmissies van de Dzjoengaren naar China werden mogelijk. Na 1750 verviel het kanaat in een staat van chaos en anarchie en iedere achtereenvolgende leider van het kanaat werd door rivaliserende facties vermoord. Een nevenschikkend effect was, dat de laatste leider van de Dzjoengaren, Amursana, een opstand onder de Khalkha's in Mongolië trachtte te organiseren. Qianlong zag in de ontwikkeling zijn kans om datgene uit te voeren, waar zijn vader Yongzheng in de jaren rond 1730 niet in was geslaagd, namelijk het verkrijgen van de volstrekte controle over het gebied van het kanaat. In 1755 is de finale nederlaag van de Dzjoengaren een feit en werd het gebied bezet.
In het Tarimbekken werd de islamitische bestuursstructuur voor het grootste deel ongemoeid gelaten. Een effect van de toevoeging van dat deel aan het rijk was een aanzienlijke toename van de omvang van de islam in China. Na de finale nederlaag van de Dzjoengaren werd in het noorden van Sinkiang tot 1757 een massamoord op het resterende deel van het volk uitgevoerd. Het ontvolkte gebied werd in de decennia daarna opnieuw bevolkt door nieuwe kolonisten die zich met staatssteun daar konden vestigen. Han-Chinezen die zich als boer vestigden, Hui, Mantsjoes en landbouwers uit de oasesteden van het Tarimbekken. Daarnaast werd dit noordelijk deel gebruikt voor de vestiging van garnizoenen en als strafkolonie.
De annexatie van het gebied stuitte op hevige oppositie van een aanzienlijk deel van de Chinese intellectuele elite. Er waren alleen tijdens de Han-dynastie (206 v.Chr. – 220 n.Chr.) en de Tang-dynastie (618–907) enkele perioden geweest dat het Tarimbekken onderdeel van het rijk was geweest. Het noordelijk deel van Sinkiang was dat nooit geweest. Dat deel van de Chinese elite had de overtuiging dat het toevoegen van gebieden die wezensvreemd aan de Chinese cultuur waren niet diende te gebeuren. Zij maakten ook de – achteraf correcte – conclusie dat de stelling van Qianlong dat het gebied zelf de kosten voor de investeringen zou kunnen opbrengen onjuist zou blijken te zijn. Qianlong zag het echter als een historische missie van de Qing om zodanig veilige grenzen voor het Chinese rijk te waarborgen, dat nooit meer een Mongoolse federatie die zou kunnen bedreigen.

## Internationale handel

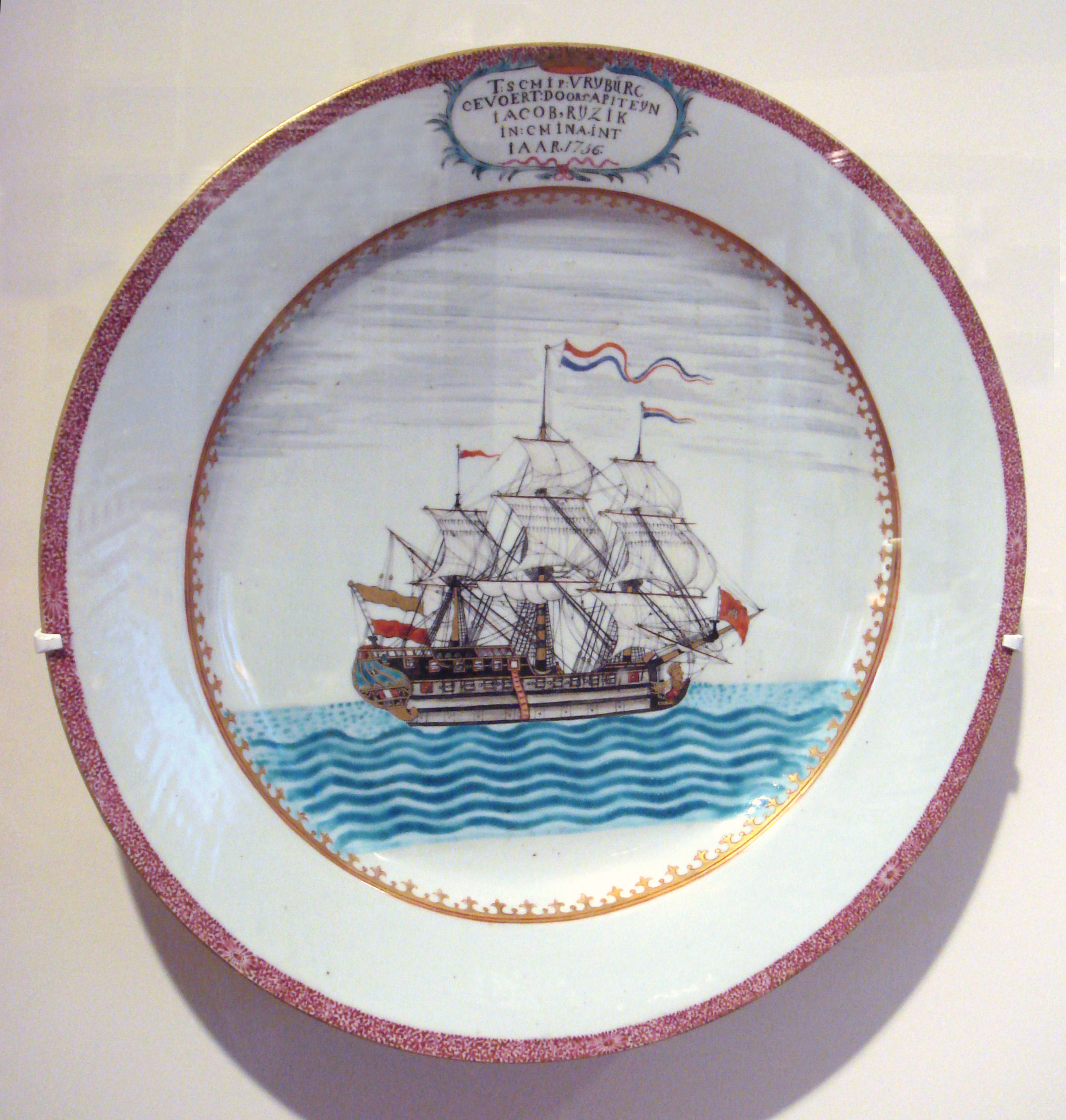
Chine de commande, Chinees porselein in opdracht van de Europese markt was van begin zeventiende eeuw een belangrijk exportproduct. Bord met het Nederlandse schip de Vryburg

De eerste keizers van de Ming-dynastie hadden getracht de internationale handel nog laten te verlopen via het Chinees tribuutsysteem. Dat was een systeem waarbij niet-Chinese gezelschappen tijdens een bezoek aan het land de Chinese superioriteit door bepaalde rituelen erkenden. De kosten voor de reis en het verblijf werden meestal door het Chinese hof bekostigd. Bij deze missies werden dan – vaak voorgeschreven – tribuutgoederen overhandigd. Gewoonlijk werd door de keizer een aantal giften aan de tribuutplichtige geschonken waarvan de materiële waarde meestal vele malen hoger was dan de tribuutgoederen. Het accepteren van de suprematie van de Chinese keizer was in materieel opzicht dus lucratief. Het was tribuutmissies meestal ook geoorloofd om een aantal mee te brengen goederen ook commercieel te verkopen aan – meestal daarvoor ook aangewezen – Chinese handelaren in ook daarvoor aan te wijzen plaatsen. De latere keizers van de Ming-dynastie realiseerden al zich dat de kosten voor het volledig handhaven van het systeem niet meer op te brengen waren.

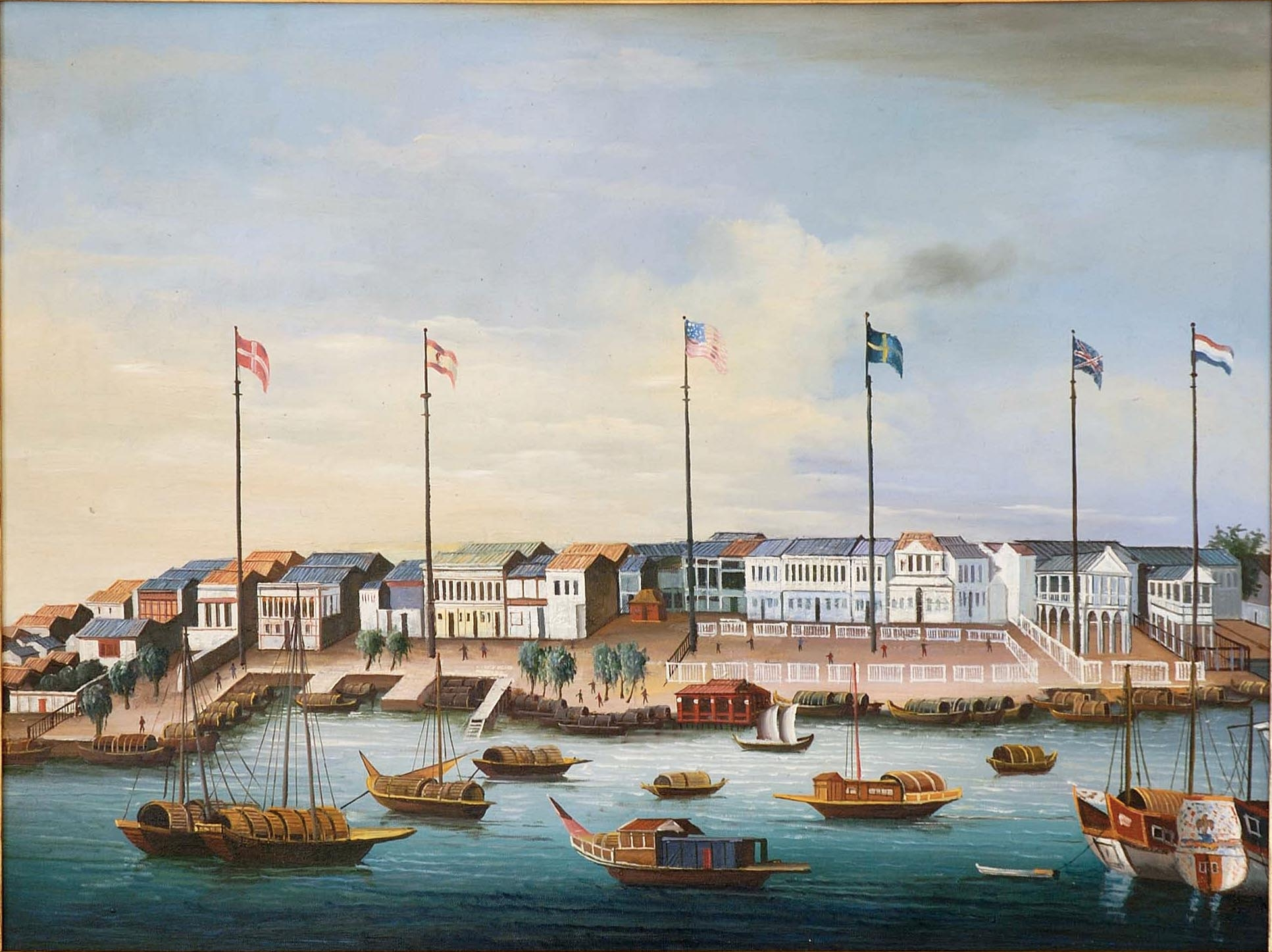
De Dertien Factorijen in Kanton met de handelsposten van Denemarken, Spanje, de Verenigde Staten, Zweden, Groot-Brittannië en Nederland.

De Qing namen al snel afstand van de economische basis van het tribuutsysteem. Vanaf de zeventiende eeuw waren er grote Chinese kolonies in Zuidoost-Azië in bijvoorbeeld Manilla en Batavia. De intra-Aziatische handel, die via deze gemeenschappen met China plaatsvond voltrok zich geheel buiten het tribuutsysteem. Dat gebeurde niet alleen via een systeem van smokkel, maar in toenemende mate ook legaal. In 1685 proclameerde keizer Kangxi de opening van een groot aantal havens voor intra-Aziatische handel en opende daar douanekantoren om belasting te heffen. Het tribuutsysteem als een principe voor intra-Aziatische diplomatieke relaties bleef formeel in stand, maar de economische betekenis was zeer drastisch gereduceerd.
Er werden vier havens geopend voor Europese handelaren. In 1757 besloot Qianlong dat Kanton de enige haven zou worden waar Europese handelaren konden verblijven. Het Kantonsysteem met de Europese mogendheden had in organisatie grote overeenkomsten met de handel in steden aan de noordwestelijke grens van het rijk. Het verschil was dat het meer commercieel van opzet was en de keizerlijke schatkist er aanzienlijk meer van profiteerde.
Het Kantonsysteem leverde echter nauwelijks strategische goederen waaraan in China behoefte bestond. In de eerste decennia van het Kantonsysteem werden de Europese handelaren – totdat opium het dominante artikel werd – slechts als zeer inhalig maar zeker niet als gevaarlijk en bedreigend gezien. Het systeem was in de eerste decennia voor het Chinese hof in strategisch opzicht een marginaal verschijnsel aan de periferie.

## Etniciteit en ideologie

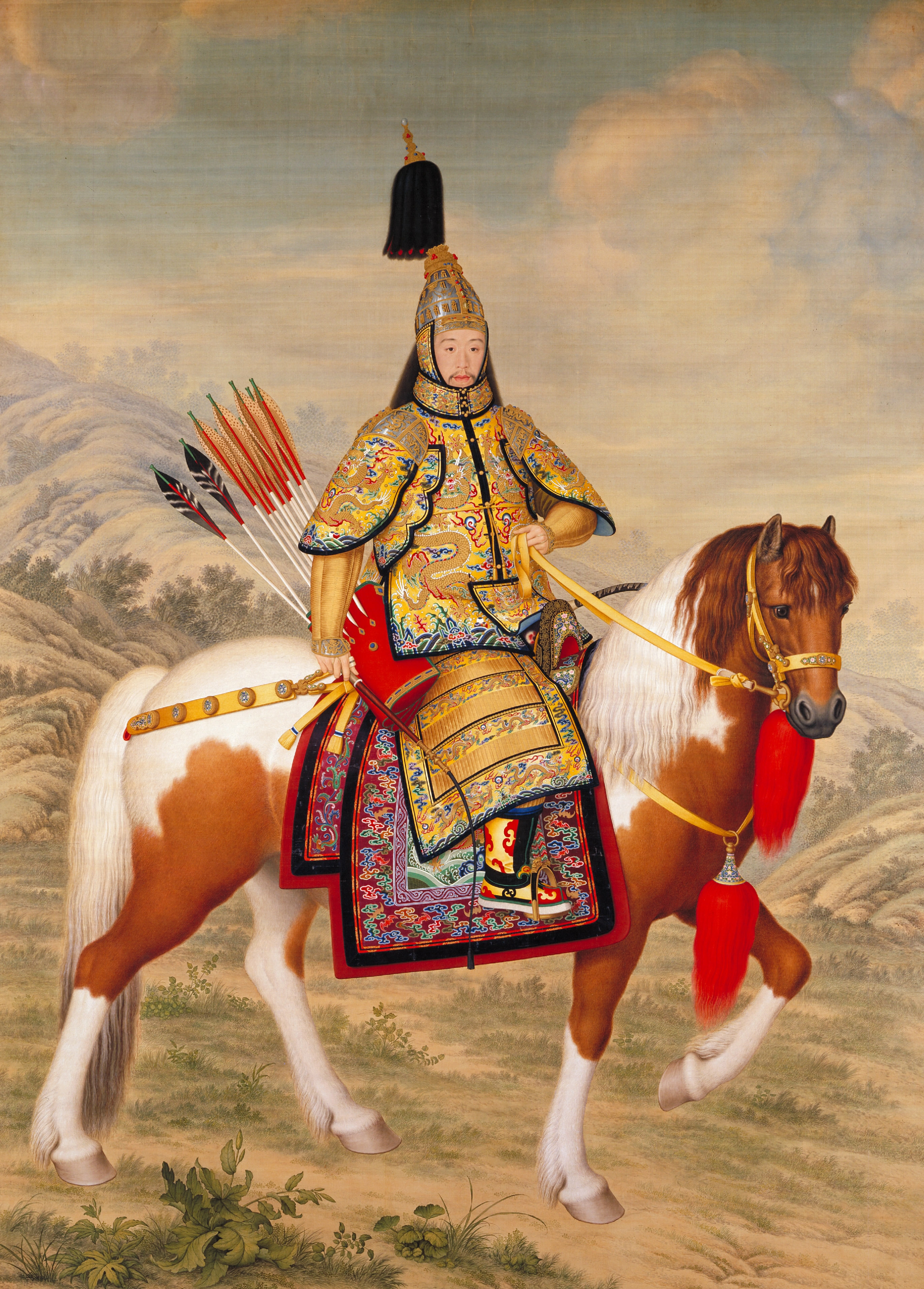
Qianlong schouwt de troepen van de vendels door Giuseppe Castiglione

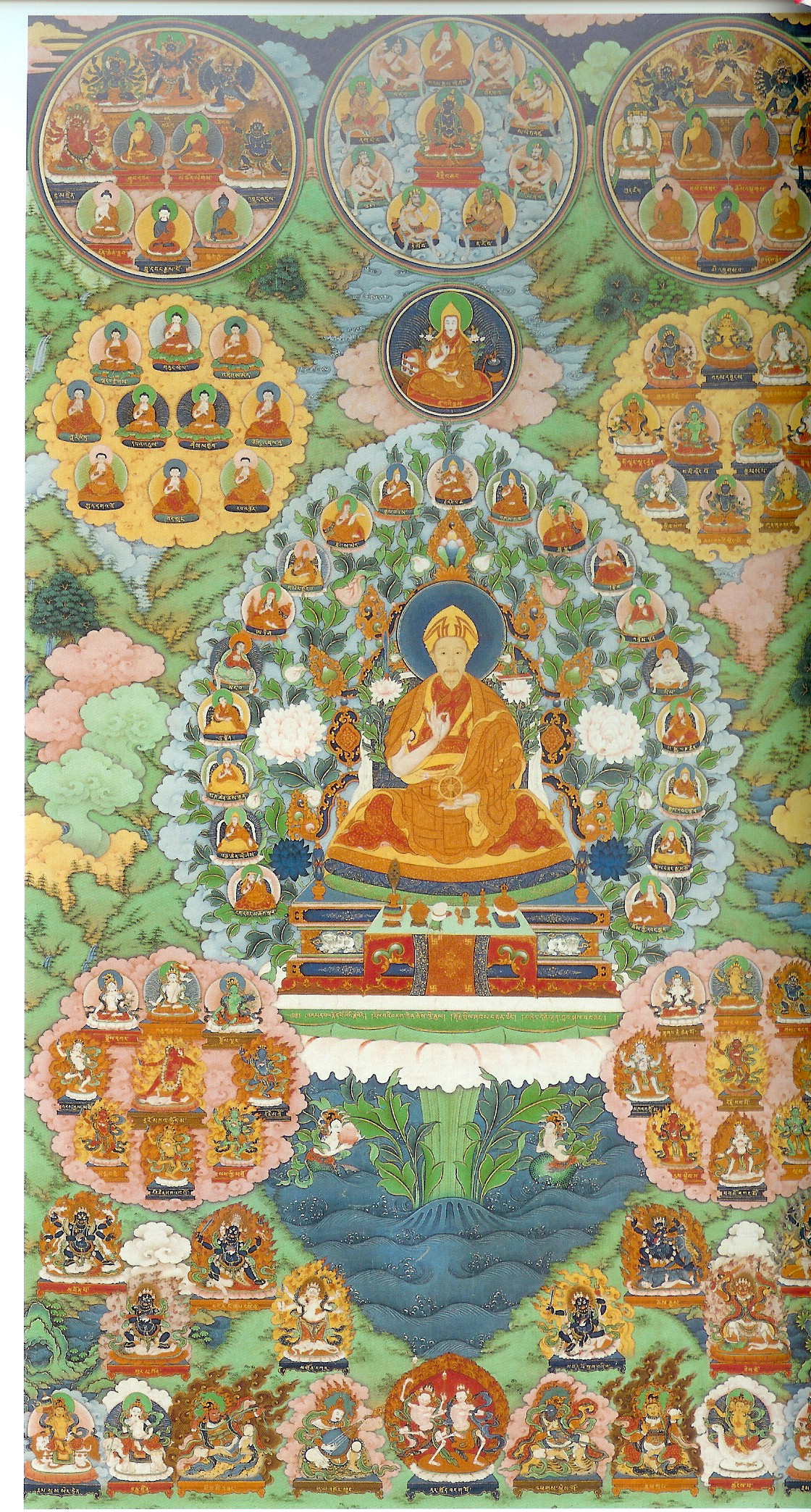
Portret van Qianlong als de bodhisattva Manjushri door Giuseppe Castiglione

Er werd in de westerse geschiedschrijving tot ongeveer 1960 uitgegaan van de notie dat de Mantsjoes net als andere veroveraars van China al spoedig overgingen tot het op een Chinese wijze van regeren voor het legitimeren van hun rol. In die notie waren zij dus snel geciviliseerde Chinezen geworden. De hedendaagse geschiedschrijving is van opvatting dat zoiets nooit geheel is gebeurd.
Vanaf het begin waren binnen de elite van de Mantsjoes zeer verschillende en botsende meningen over wel of niet op een meer Chinese wijze van besturen en zaken als het benoemen van Han-Chinezen op de hoogste ambtelijke posten. Die spanning is tijdens de hele dynastie aanwezig geweest.
Voor Nurhaci en Hong Taiji waren levensstijl en taal bepalend voor de identiteit Mantsjoe. Bijna een eeuw later definieerde Yongzheng Mantsjoe nog als een plek van afkomst, een richting zoals het noorden of zuiden. Qianlong nam hier scherp afstand van. Hij beschreef loyaliteit als het hoogste goed met het gevolg dat hij Han-troepen die van de Ming naar de Qing waren overgelopen in feite als verraders beschouwde. Het begrip vendelsoldaat en Mantsjoe werd hiermee in hoge mate identiek. Het zijn van Mantsjoe werd vanaf deze periode voor het eerst vooral op basis van etnische, zelfs raciale factoren bepaald. Die herdefinitie is lange tijd bepalend geweest in latere ook westerse geschiedschrijving. Deze poging tot het scheppen van een veel scherper gedefinieerde Mantsjoe-identiteit had onder het meer geletterde deel van een aantal groepen Han-Chinezen tot gevolg dat ook daar een sterkere etnische identiteit ontstond. Die heeft aanzienlijk bijgedragen tot racistische anti-Mantsjoe gevoelens vanaf het midden van de negentiende eeuw.
Het rijk van de Mantsjoe-keizers had een veel multi-etnischer karakter dan het rijk van welke dynastie daarvoor ook. De consequentie was dan ook, dat de keizers ten opzichte van verschillende bevolkingsgroepen ook verschillende rollen hadden. Voor de Han moest de keizer de Zoon van de Hemel en in het bezit van het Hemels Mandaat zijn. Voor de Mongolen was hij de Khan van de Khans en voor de Tibetanen de emanatie van de bodhisattva Manjushri. Dat was een wezenlijk andere rol dan die van de keizers van vorige dynastieën. Qianglong positioneerde zich als de Chakravartin, de universeel heerser die als belichaming van dat multi-etnische rijk zelf geen individueel geloof of godsdienst aanhing, maar het ordenende principe van alle inwoners van het rijk was en de legitimatie van noodzakelijke strengheid en ultieme rechtvaardigheid.
Godsdienst was ook bij deze dynastie een instrument van politieke opportuniteit. De ideologische overtuiging van Qianlong was, dat godsdiensten in wezen instrumenten waren die zich (moeten) richten op de pacificatie van allen die in het (Chinese) Rijk leven.
Vanaf eind achttiende eeuw gaan de keizers in hun religieuze politiek een beleid voeren ten aanzien van het syncretiseren van met name boeddhistische en Chinese godheden. Zo werd de Chinese oorlogsgod Guan Yu gesyncretiseerd met Yamantaka en vanaf de negentiende eeuw met Koning Gesar.

## Filosofie en literatuur

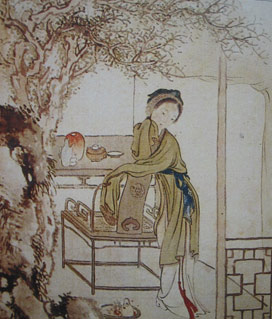
Illustratie van een scène uit de Droom van de rode kamer

Na de val van de Ming-dynastie begonnen veel literati zich vragen te stellen naar de oorzaken voor die val. Als een van die oorzaken werd het zeer autoritaire karakter van die dynastie gezien. Filosofen uit die periode kritiseerden ook de – in hun opvatting – steriele en vooral theoretische wijze van interpreteren van de Confucianistische Klassieken die in het neo-confucianisme van de Song- en de Ming-dynastie gebruikelijk was. Beide dynastieën waren door invallen van buiten China vernietigd. In hun ogen had dit neo-confucianisme zijn banden met het oorspronkelijke confucianisme verloren en was een nieuwe herinterpretatie daarvan noodzakelijk. Dat kon alleen gebeuren door de studie van de klassieken zelf en de eerste interpretaties die tijdens de Han-dynastie (206 v.Chr. – 220 n.Chr.) werden geschreven. De meeste van deze filosofen hadden een oriëntatie op praktisch toepasbare wetenschap en waren van opvatting dat filosofie slechts een deel was van het gehele scala van wetenschappen. In de achttiende eeuw zou een nieuwe generatie van literati nieuwe versies van kritische commentaren op de klassieken schrijven. Deze studies zouden de interpretaties uit de periode van de Han- en Tang-dynastie voor een groot deel vervangen.
Veel van deze nieuwe commentaren werden in opdracht van de keizers geschreven en gebundeld. Er zijn een aantal historici die een verband leggen tussen deze intensieve studies van oude teksten en het strikte beleid van de keizers ten aanzien van censuur van andere literaire producten.Zowel Kangxi als zijn beide opvolgers zagen toe op een correct verwoorde legitimatie van hun keizerschap en hanteerden een literaire index. Om problemen te vermijden zouden literati zich dus vooral gericht hebben op de neutraal geachte inhoud van de klassieken.
Die index bevatte ook zeer populaire romans die in vernaculaire taal en niet in klassiek Chinees geschreven waren. De taal in veel van de gepubliceerde romans uit met name het begin en midden van de Qing-periode is dan ook ver verwijderd van de vaak alledaagse spreektaal in de literatuur uit de periode van Yuan- en Ming-dynastie. Het hoogtepunt van de literatuur uit de periode is de Droom van de rode kamer, dat in het midden van de achttiende eeuw werd geschreven door Cao Xueqin. Het is in een van de vier klassieke romans van de Chinese literatuur. Het heeft een zeer subtiel taalgebruik dat veel gelijkenis heeft met de oude literatuur en dat feitelijk alleen door hoog-geletterden volledig kon worden begrepen.
Eind achttiende eeuw ontwikkelde zich een nieuwe theatervorm, de Peking-opera. Het werd oorspronkelijk alleen aan en voor het hof uitgevoerd maar na enkele decennia werden ook publieksuitvoeringen gangbaar. Alle rollen werden op grond van een keizerlijk verbod uit 1772 op vrouwelijke acteurs door mannen gespeeld. Dat was toen vanwege de vele martiale scènes in het genre meer een pragmatische dan een principiële keus. Vanaf het eind van de negentiende eeuw was het verbod in feitelijke zin niet meer van kracht en verschenen ook weer actrices.

## Kunst

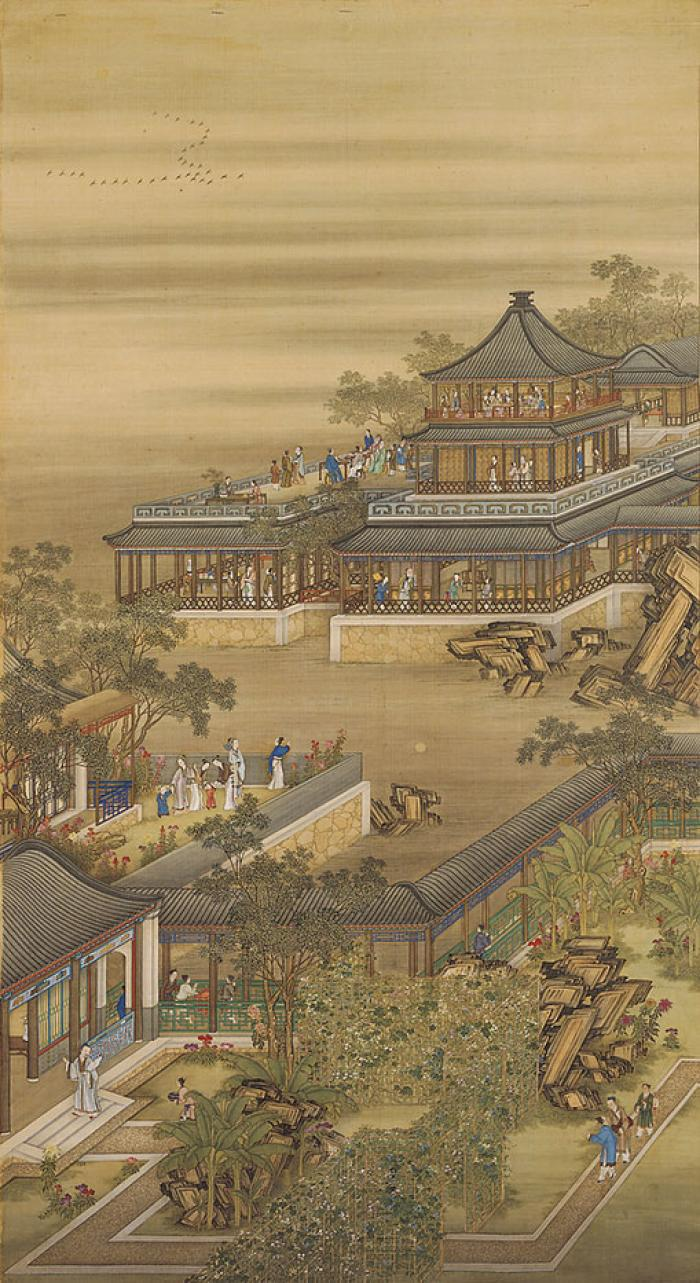
Yongzheng amuseert zich. Van een anonieme kunstenaar aan het hof. Dit is een van de weinige schilderijen van een Chinese kunstenaar uit de periode waarin gebruikgemaakt wordt van lijnperspectief

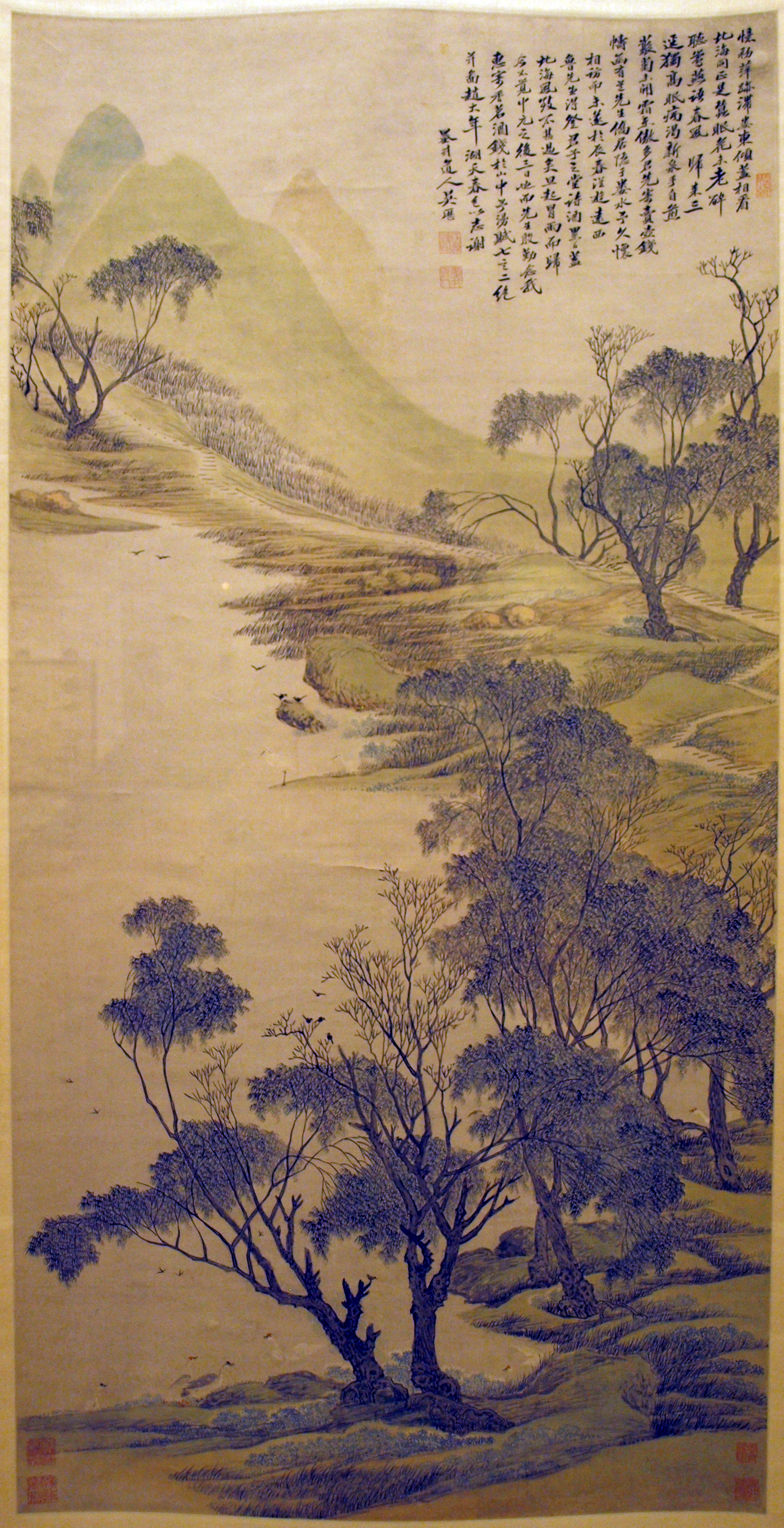
De Chinese elite had meer waardering voor schilderijen, zoals Lente aan het meer van Wu Li

Meer in het algemeen kan kunst tijdens de dynastie benoemd worden als een culminatie van alle artistieke stijlen die zich in de periodes daarvoor hadden ontwikkeld. Veel meer dan de kunstenaars uit de Ming-periode gebruikten ambachtslieden en kunstenaars uit de Qing-periode oude vormen en ideeën als bron voor inspiratie. Aardewerk in de vorm van kalebassen, vazen met meerdere openingen en de kleinere types theepotten ontwikkelden zich allemaal tijdens de Qing-dynastie. In de keramiek werd een veel breder kleurenpalet gebruikt. Nieuwe materialen en technieken zoals cloisonné en enamel werden veel intensiever aangewend. Op het gebied van de kalligrafie was er sprake van een continueren van de traditionele stijl, maar de kunstenaars uit de periode vonden hun inspiratie opnieuw veel meer dan tijdens de Ming in het bestuderen van de oudste Chinese geschriften zoals orakelbotten.
In de schilderkunst van de periode kunnen drie groepen schilders onderscheiden worden. De eerste waren traditionalisten, die een nieuwe impuls aan de kunst trachtten te geven door een nieuwe interpretatie van oudere kunstvormen. De tweede groep bestond vooral uit literati die een hoogst persoonlijke stijl hadden. In de eerste periode van de dynastie waren dat vaak literati en hun nakomelingen, die zich nog verbonden achtten aan de Ming. Zij verachtten de Mantsjoes en hun werk getuigde dan ook vaak van die politieke overtuiging. De derde groep waren de meer professionele kunstenaars en met name de groep die aan het hof werkten. Zij verbeeldden politiek relevant geachte gebeurtenissen zoals overwinningen in veldslagen.
Aan het hof waren ook een aantal Europese schilders aanwezig, waarvan Giuseppe Castiglione de bekendste is. Die schilders introduceerden elementen als perspectief en clair-obscur die tot dan in de Chinese schilderkunst onbekend waren. Met name de keizer Qianlong gaf hun een groot aantal opdrachten. Dat was niet zozeer uit bewondering voor hun artistieke prestaties, maar vooral omdat hun wijze van schilderen een vorm van documentatie was die tot dan toe in China onbekend was. Er waren ook enige Chinese schilders die experimenteerden met het perspectief. Het gebrek aan interesse voor hun werk lag ook niet in het gebrek aan hun technisch kunnen op dat gebied maar veel meer aan een bewuste artistieke smaak van het geletterde publiek. Sinds de veertiende eeuw overheerste in de Chinese schilderkunst de traditie dat een kunstenaar in de eerste plaats zijn eigen persoonlijke gevoelens – een beeld van zijn eigen innerlijke wereld – moest creëren waaraan een natuurgetrouwe weergave van het onderwerp en de uiterlijke dingen ondergeschikt waren. Veel literati zagen het gebruik van perspectief dan ook slechts als een kunstje, iets als een gimmick.
Chinees porselein werd in de zeventiende eeuw een belangrijk exportproduct naar Europa. Al in de late Ming-dynastie importeerden de Nederlanders ongeveer 1.000.000 stuks per jaar. Een groot deel daarvan was chine de commande, porselein dat in opdracht specifiek voor de Europese markt werd vervaardigd met Europese thema's en afbeeldingen als decoratie.
Na de nederlaag van de Ming-loyalisten in het zuiden wist Kangxi opnieuw de controle te krijgen over de porseleinovens van Jingdezhen en de export kwam tijdelijk stil te liggen. Dat leidde tot hernieuwde pogingen in Europa om het ´´geheim´´ van het Chinees porselein te ontdekken. Dat gebeurde pas begin achttiende eeuw toen François Xavier d'Entrecolles, verbonden aan de missie van de jezuïeten in China en werkzaam in Jingdezhen voldoende informatie wist te verkrijgen en die naar Europa verzond.

## Crisis in de achttiende eeuw

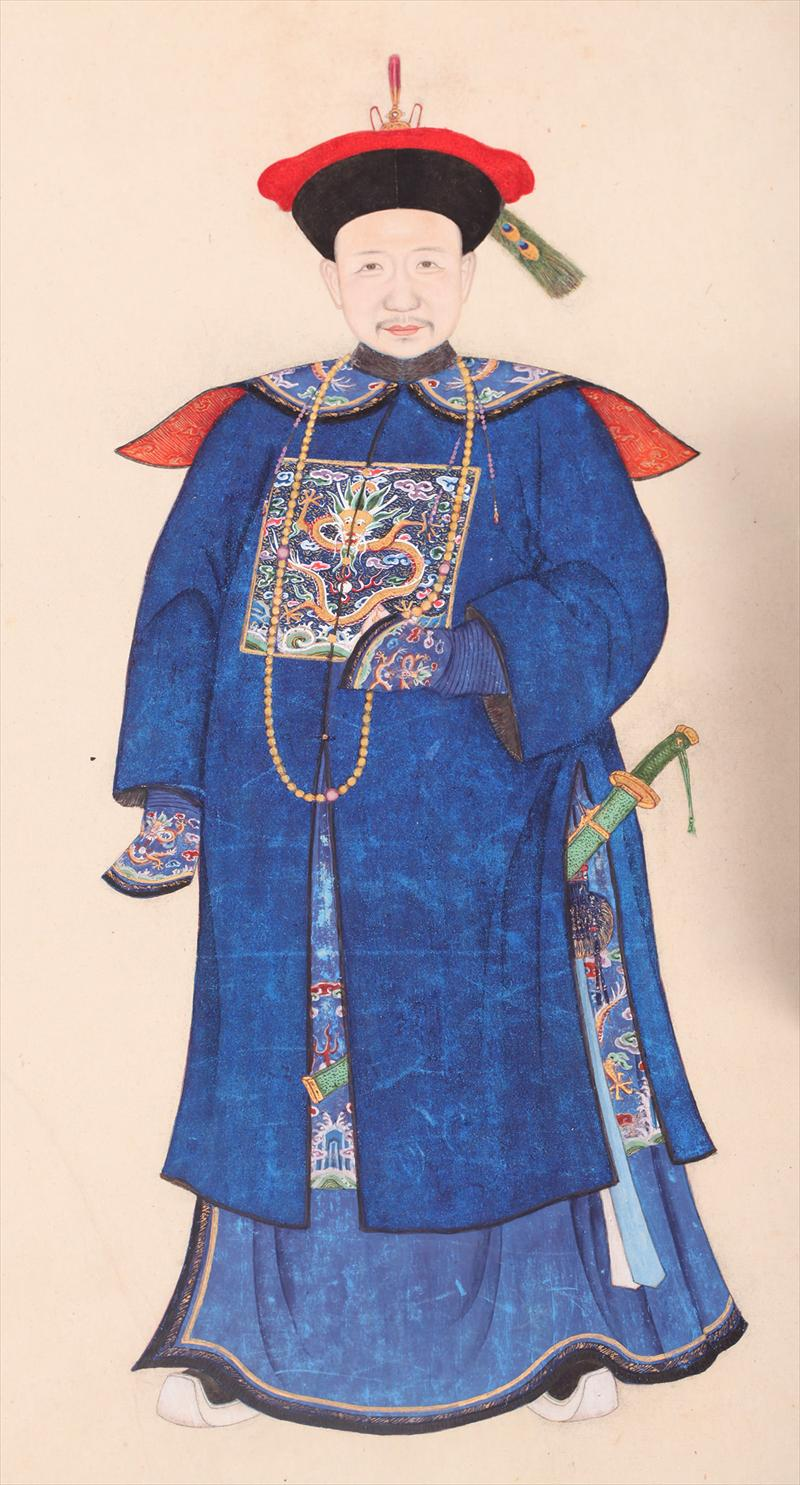
Heshen

Een aantal westerse historici hebben betoogd dat de gemiddelde levensstandaard tijdens de achttiende eeuw in China hoger was dan in West-Europa. Dat wordt onder meer afgeleid uit cijfers van consumptie van op zich niet essentiële zaken als bijvoorbeeld suiker dat in China per hoofd van de bevolking aanzienlijk hoger was. Dat veranderde ten tijde van de aanvang van wat aangeduid wordt als de grote divergentie, begin negentiende eeuw. Vanaf dat moment nam het Westen een aanzienlijke voorsprong op China.
Het is echter onomstreden dat al aan het eind van de achttiende eeuw duidelijke signalen van falen van het systeem waarneembaar zijn. Vanaf 1780 wist een vertrouweling van Qianlong, Heshen, een ongekende machtspositie te bereiken. Heshen creëerde een immens netwerk van patronage en cliëntelisme. Hij creëerde op alle niveaus van de administratie en bestuur vormen van afpersing, corruptie en verduistering. Er kon in het rijk nauwelijks een benoeming tot een functie bij de overheid plaatsvinden zonder een bijdrage aan het netwerk van Heshen. Qianlong overleed op 7 februari 1799. Enkele dagen later liet Jiaqing Heshen arresteren en gaf hem opdracht zelfmoord te plegen. In de maanden daarna werd Jiaqing voor het eerst de enorme omvang en schaal van het netwerk van Heshen duidelijk. Het gevonden persoonlijk eigendom van Heshen was het equivalent van tien jaar belastingopbrengst van het rijk. Het werd duidelijk dat vrijwel het gehele bestuur en bureaucratie onherstelbare schade had opgelopen. Jiaqing werd voor een dilemma gesteld. Hij kon de gehele bureaucratie op alle niveaus zuiveren dan wel kiezen voor het tot voorbeeld maken van een aantal zondebokken en de rest een boete of reprimande geven. Hij koos voor het laatste. Sommige historici hebben die keus van Jiaqing laf genoemd en gesteld dat dit een van de omslagpunten was die geleid hebben naar een verder verval van de dynastie. Er zijn ook historici van opvatting dat de noodzaak van toch enige bestuurlijke continuïteit maakte dat Jiaqing op dat moment geen andere keus kon maken.
In 1796 brak de opstand van de Witte Lotus uit. Een jaar later waren nog slechts waren er hoogstens nog enkele duizenden opstandelingen actief. Jiaqing was echter niet in staat de campagne tot een einde te brengen. Een deel van de troepen waren huursoldaten en de geregelde troepen ontvingen extra bonussen voor hun aanwezigheid daar. De militaire commandanten van Jiaqing hadden dus aanzienlijke financiële belangen bij het voortzetten van de strijd en gebruikten ieder mogelijk voorwendsel om de keizer daarvan te overtuigen. Jiaqing had nog ruim vijf jaar nodig om deze vertoning te beëindigen. De opstand van de Witte Lotus wordt door historici als een ander belangrijk omslagpunt in de geschiedenis van de dynastie gezien. De dynastie had voor het eerst de controle over haar eigen troepenmacht verloren. De opstand had aan troepeninzet astronomisch hoge kosten gevergd.

## Effecten bevolkingsgroei

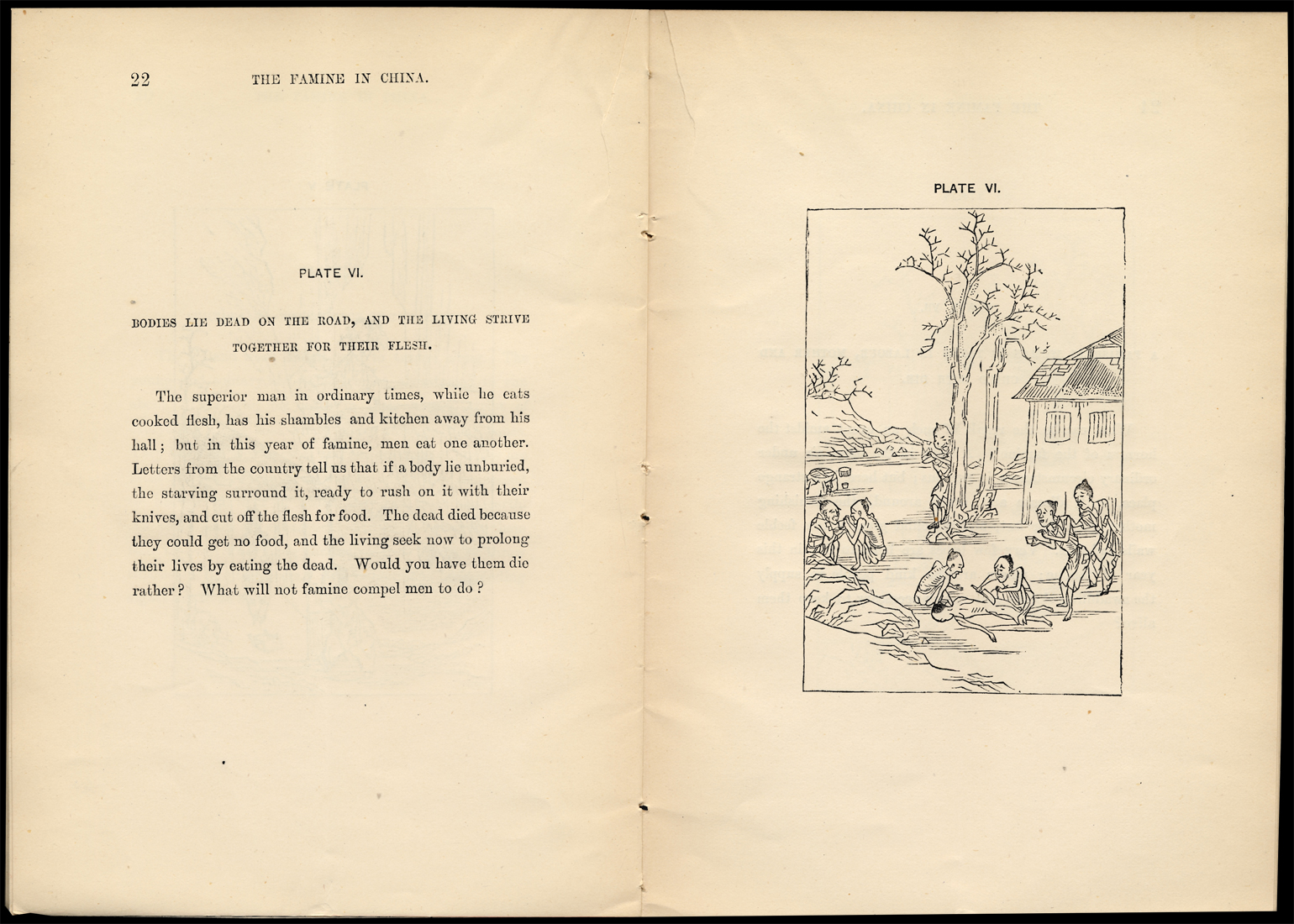
In de negentiende eeuw waren er enkele grote hongersnoden. Een Engelse vertaling uit 1888 van een Chinees manifest dat oproept om ondersteuning van de slachtoffers

De opstand van de Witte Lotus had in belangrijke mate de negatieve effecten van de grote toename van de bevolking als oorzaak. De bevolking nam in de periode 1650–1850 van 260 miljoen naar 450 miljoen toe. In de eerste eeuw van de dynastie hadden territoriale expansie, de introductie van nieuwe gewassen uit de Nieuwe Wereld zoals de aardappel en mais en vooral het in cultuur brengen van nog onontgonnen gebieden de groei nog kunnen opvangen. Aan het eind van de achttiende eeuw was dat niet meer het geval. De bevolkingsgroei ging in een aantal gebieden een grote demografische druk veroorzaken. Grond, die voorheen als marginaal werd beschouwd, werd getracht te ontginnen en raakte meer bevolkt. Groepen uit meer bevolkte gebieden migreerden in toenemende mate naar minder bevolkte gebieden. Vooral in de landbouwgebieden in het zuiden ontstonden vanaf eind achttiende eeuw grote spanningen tussen de oorspronkelijke bevolking en Han-migranten en tussen eerder en later gearriveerde migranten. In beboste heuvel- en berggebieden was sprake van roofbouw en erosie met een steeds instabieler wordende economie als gevolg. Een verlaging van de gemiddelde levensstandaard was het gevolg. Dat uitte zich bijvoorbeeld in een toenemend percentage vrijgezellen onder de mannelijke bevolking, die er niet in slaagden een echtgenote te vinden en zelfstandig een huishouden te gaan voeren.
In de achttiende eeuw hadden handel, mijnindustrie, nijverheid in het algemeen nieuwe banen gecreëerd die het surplus aan arbeidskrachten kon opnemen. Vanaf de negentiende eeuw stagneerde dat proces. Een andere indicatie was het aantal literati dat het laagste niveau van het Chinees examenstelsel had behaald. Tijdens de achttiende eeuw was dit aantal van 500.000 in 1700 naar 1.000.000 in 1800 gegroeid, ondanks het feit dat in de tweede helft van die eeuw de overheid quota introduceerde om de groei af te remmen. Het doel van een dergelijke opleiding was het gaan bekleden van een gesalarieerde bestuurspost. De toename van het aantal opgeleiden verhield zich echter niet met de ideologie van de Qing van een kleine overheid. Het nagestreefde ideaal van een goedhartig bestuur verhinderde ook de beslissing om belastingen te verhogen en met die opbrengst het aantal gesalarieerden te verhogen. Er waren in 1800 ongeveer 20.000 bestuursposten te verdelen in het gehele land. Het totale bestand van afgestudeerden, inclusief de personen die ook de hoogste examens hadden afgelegd was 1.400.000. Gebrek aan voor hen zinvolle arbeid leidde tot het ontstaan van een aantal clubs en verenigingen waarin een provocatieve stijl van politiek voeren werd bedreven en de vorming van vele facties buiten de officiële bestuursorganen.

## Relaties met het Westen
Tot aan 1840 konden buitenlanders formeel alleen verblijven in Macau en het district van de Dertien Factorijen van Kanton. In de laatste stad werd eerst door de Britse Oost-Indische Compagnie via tussenhandelaren, de zogenaamde country traders en daarna door Britse en Amerikaanse handelshuizen de opium gelost. Vanaf de tweede helft van de achttiende eeuw nam de consumptie van uit China afkomstige thee in Europa en met name in Groot-Brittannië sterk toe. Die thee werd in China betaald met katoen uit India en vooral met zilver uit Spaans-Amerika. Door allerlei oorzaken kreeg de Britse Oost-Indische Compagnie ernstige liquiditeitsproblemen in China, omdat de prijs die de Compagnie moest betalen voor zilver steeds hoger werd. Er ontstond een tekort aan zilver. De gevonden oplossing was het zeer actief gaan stimuleren van de illegale export van opium vanuit Brits-Indië naar China.

### De Opiumoorlogen

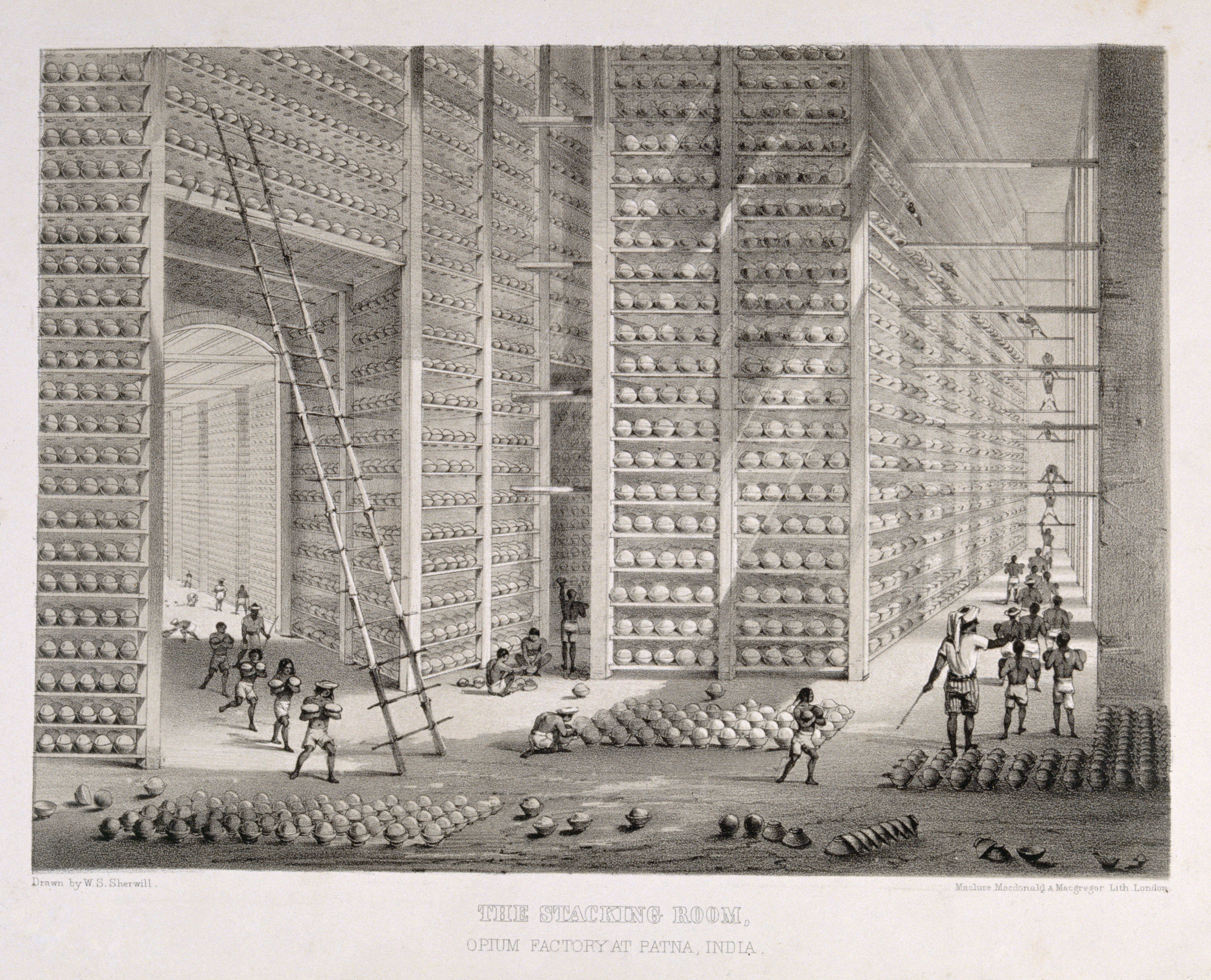
Opslag van opium in Brits-Indië

Opium import in China in de periode 1650–1880

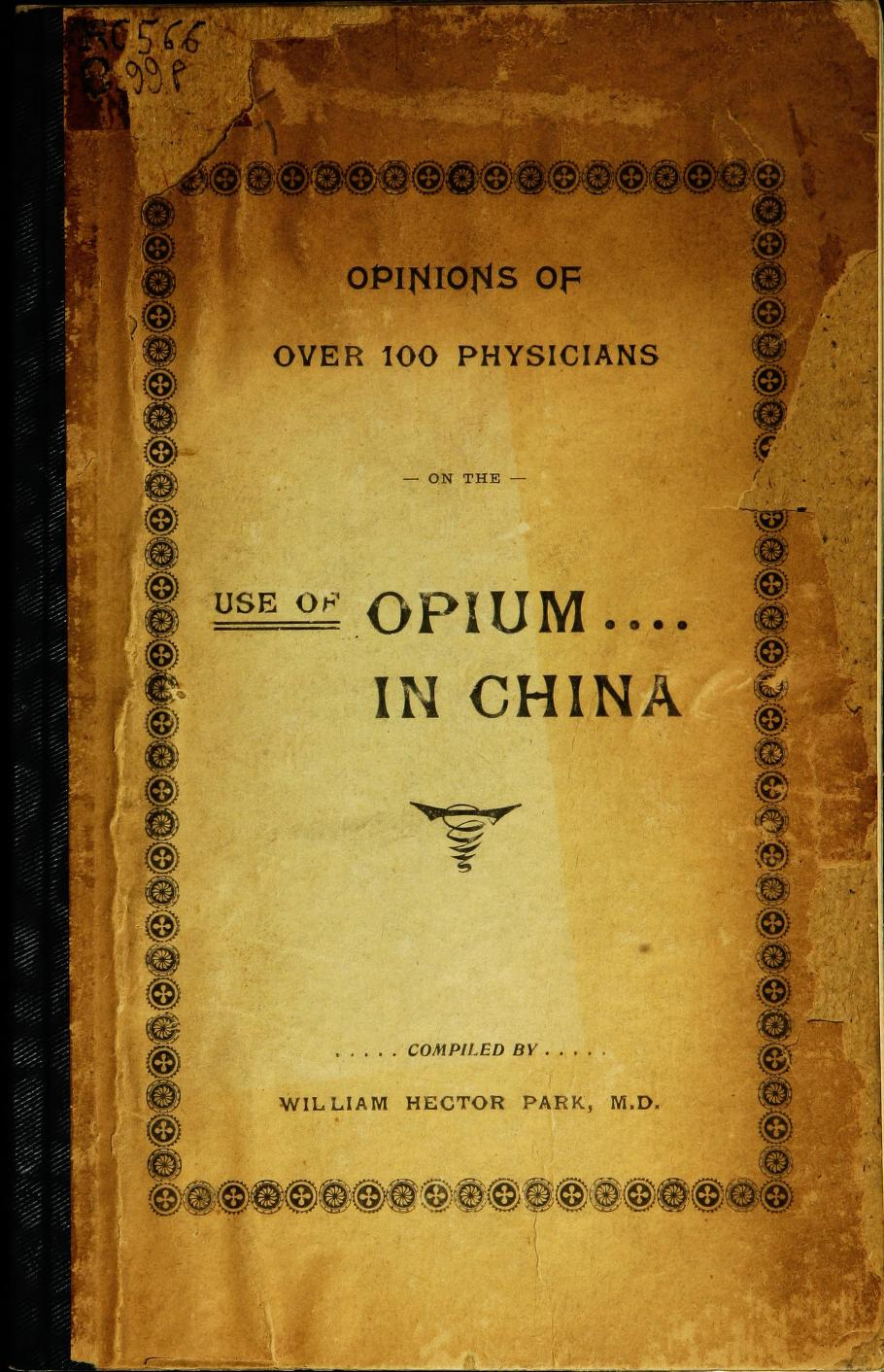
Voorblad van Opinions of Over 100 Physicians on the Use of Opium in China, het eerste – door zendelingen uitgebrachte – wetenschappelijk aanvaardde rapport uit over de gevolgen van opiumgebruik in China

Net als in Europa was er in China altijd een zeker recreatief gebruik van opium geweest. Dat gebruik was in China onder de meer welgestelde klasse aanzienlijk hoger dan in Europa. Opium werd in China gebruikt op basis van de aanname dat het bijvoorbeeld malaria en tuberculose zou kunnen genezen. Vanaf begin zeventiende eeuw werd opium vermengd met tabak, madak en werd het gerookt. De Chinese overheid zag begin achttiende eeuw het opiumgebruik al als een probleem en verbood de madak. Dat had weinig succes, omdat pure tabak en pure opium niet afzonderlijk verboden werd. Opium zelf werd verboden in 1796. Begin negentiende eeuw werd het verbod meerdere malen bevestigd in keizerlijke decreten.
Bij de Britten was de leidende gedachte dat meer aanvoer van opium tot een grotere vraag zou gaan leiden. In 1818 had de illegale export van opium naar China een waarde van 4.750.000 Mexicaanse dollars. De Britse import van thee had een waarde van 5.500.000 Mexicaanse dollars. Dat betekende dus nog een tekort op de Britse handelsbalans met China. In 1833 was de waarde van de geëxporteerde opium haast 12.000.000 Mexicaanse dollars tegenover een thee-import van 7.700.000 dollars. Vanaf 1820 waren ook Amerikaanse handelaren met opium die zij in Turkije aankochten actief op de Chinese markt. Door de enorme aanvoer vanaf begin negentiende eeuw werd de prijs voor opium sterk verlaagd en werd het ook bereikbaar voor de armsten in de samenleving.
Na 1835 namen de frustraties ten aanzien van de beperkingen die buitenlanders opgelegd kregen toe. De handelaren waren na 1835 voorstander van een geforceerde, met militaire middelen afgedwongen opening van China. In april 1839 arriveerde Lin Zexu in Kanton met de keizerlijke opdracht een halt toe te roepen aan de import van opium. Lin Zexu had zich verbonden aan een aantal facties van – vaak werkloze – literaten, die scherp tegen westerse invloeden ageerden. Hij arresteerde meer dan 1700 Chinese tussenhandelaren en nam meer dan 1,2 miljoen kilogram opium in beslag, dat bij liet vernietigen te Humen.
Dat leidde tot de Eerste Opiumoorlog en het Verdrag van Nanking in 1842. Het gevolg was dat Hongkong Brits bezit werd en de havensteden Kanton, Xiamen, Ningbo, Shanghai en Fuzhou opengesteld voor handel met het buitenland. Er kwamen vaste douanetarieven en de Keizerlijke Maritieme Douanedienst werd opgericht voor de inning hiervan. Andere bepalingen regelden rechtstreekse vrije handel met Chinese firma's en de positie van Groot-Brittannië als meeste begunstigde natie. Frankrijk en de Verenigde Staten sloten in 1844 gelijkluidende verdragen. Britse handelaren en diplomaten bleven echter ontevreden over met name de commerciële resultaten van het verdrag van Nanking. Verzet van lokale autoriteiten verhinderde nog steeds de mogelijkheid van handel kunnen drijven met het achterland van die havens en het binnenland van China. De Britten waren van opvatting, dat vooral het kunnen aangaan van volwaardige diplomatieke relaties met China en dus het kunnen vestigen van permanente buitenlandse legaties in Peking het belangrijkste instrument zou zijn om de handel uit breiden.
In die sfeer vond in 1856 een incident plaats rond het schip The Arrow. Het schip was door de Chinese autoriteiten in Kanton opgebracht wegens piraterij en smokkel. Hoewel die autoriteiten geheel in hun recht stonden, besloten de Britten hier een casus belli van te maken, een aanleiding om een oorlog te voeren. In 1858 braken Britse troepen een blokkade bij Dagu. Een Brits-Franse vloot nam korte tijd later Tianjin in, het commerciële centrum van het noordoosten van China en op ongeveer 150 kilometer van Peking. Dat leidde tot onderhandelingen tussen partijen en het verdrag van Tianjin van 1858. Het verbod op de invoer van opium werd opgeheven; Groot-Brittannië, Frankrijk, de Verenigde Staten en Rusland kregen permanent aanwezige legaties in Peking en er werden elf nieuwe verdragshaven opengesteld.
De bereidheid tot implementatie van deze maatregelen was van de zijde van het keizerlijk hof in Peking afwezig. Het gevolg was, dat de Britten en Fransen twee jaar later Peking bezetten. De keizer, Xianfeng, en het grootste deel van het hof vluchtten naar Rehe ten noorden van de Grote Muur. Prins Gong, een halfbroer van de keizer, leidde de nieuwe onderhandelingen met de Britten en Fransen die zouden leiden tot de Conventie van Peking van 1860. Hierin werden de punten van het verdrag van Tianjin nog eens bevestigd. Aanvullende clausules waren onder meer verdubbeling van de schadevergoeding die China aan Frankrijk en Groot-Brittannië moest betalen en de eigendommen van rooms-katholieke organisaties die eerder in de negentiende eeuw waren geconfisqueerd dienden aan de eigenaren te worden terug gegeven via de Franse legatie in China. Dit bevestigde de door Frankrijk al sinds het verdrag van Whampoa van 1844 geambieerde status als de eerste beschermer van de christelijke en met name rooms-katholieke belangen in China. Verder werden procedures afgesproken hoe met name missionarissen en zendelingen de benodigde reisvergunningen konden verkrijgen om in het gehele binnenland van China actief te kunnen zijn.

### Zending en missie in China

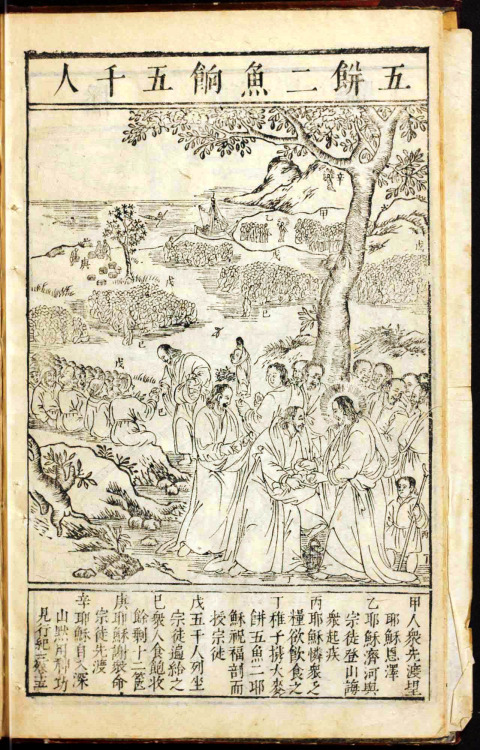
Voorpagina van Tianzhu jiangsheng chuxiang jingjie (het geïllustreerde leven van Jezus Christus) uit 1635 van Giulio Aleni. Een van de vele Chinese vertalingen die door de jezuieten werden gemaakt

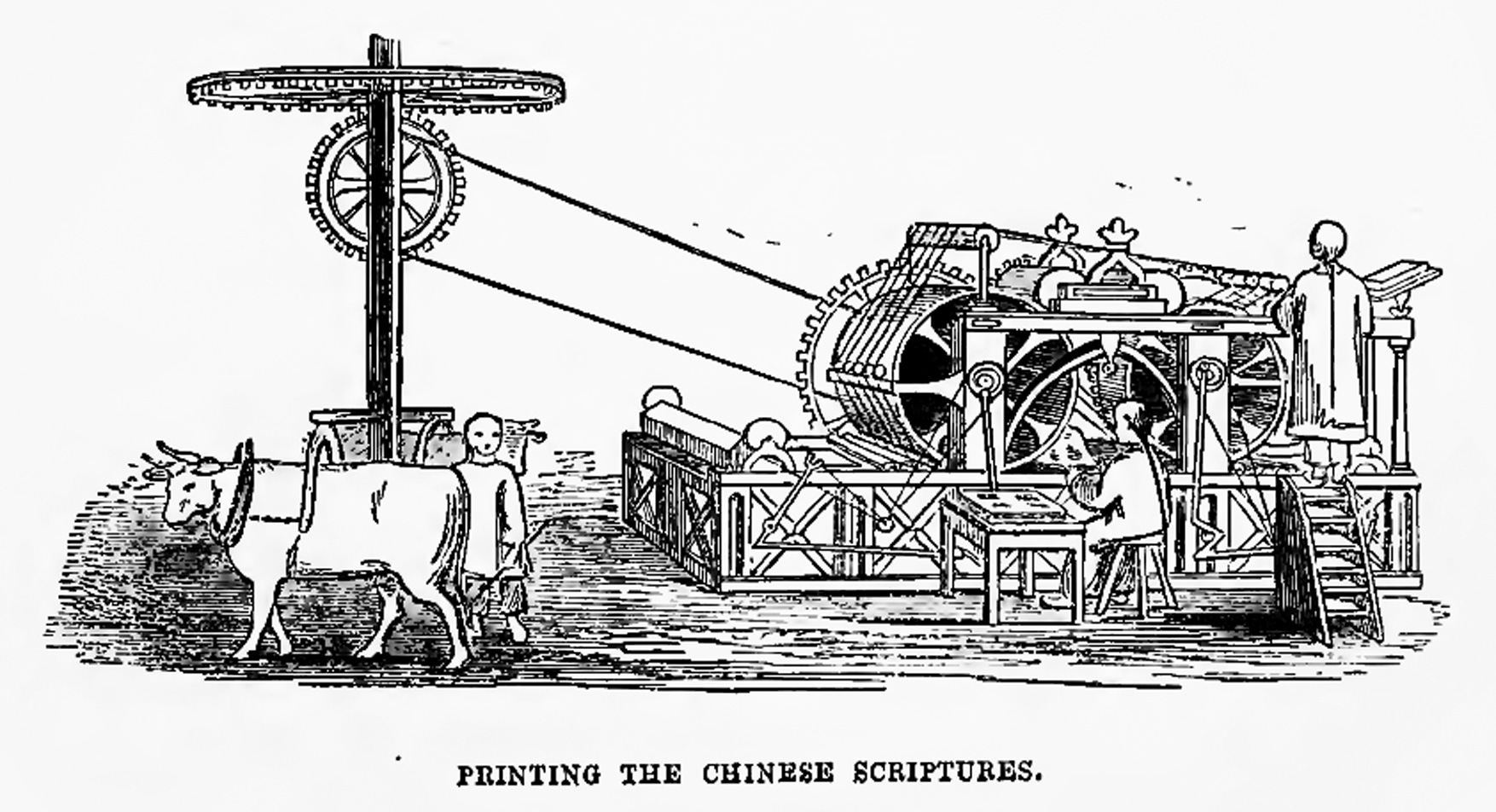
Drukken van een bijbel in het Chinees rond 1870

Sinds de periode van de late Ming-dynastie was er een missie van de jezuïeten in China aanwezig. De missie wist de chaotische overgangsperiode naar de Qing redelijk ongestoord door te komen. De jezuïeten hadden een strategie voor bekering die aan de top van de samenleving begon en richtten zich op de geletterde elite. De gedachte daarachter was dat als deze bekeerd was, de gehele bevolking dit voorbeeld zou volgen. Zij hanteerden een meer indirecte poging tot verbreiding van het geloof door het gebruik van Europese technologie en wetenschap om de aandacht te krijgen van intellectuele Chinezen. De belangrijkste terreinen waren astronomie, mathematica en cartografie. Een aantal van hen was werkzaam aan het Astronomisch Bureau in Peking, waar zij publiceerden over de kalenderrekening.
Hun aanwezigheid, hun missiearbeid en de uitoefening van het christendom in China werd gedoogd. De meest betrouwbare schattingen van het aantal Chinese rooms-katholieken kort na 1700 komen uit op ongeveer 230.000. Dat betekent dat na ruim een eeuw missiearbeid in China het christendom met minder dan 0,1% van de totale bevolking in omvang nog steeds een marginaal verschijnsel was. In 1724 verbood Yongzheng de uitoefening van het christendom in het land. Alle missionarissen, behalve degenen die aan het hof werkten, werden verbannen naar Kanton en Macau. Afgezien van enkele lokale acties op provinciaal niveau volgden er echter geen grote vervolgingen van Chinese christenen of zoektochten naar missionarissen die zich illegaal in de provincies trachtten te handhaven. Nieuwe missionarissen slaagden er ook steeds in het land weer in te komen. Het katholicisme in het land wist in de rest van de achttiende eeuw te overleven dankzij een inmiddels aanwezige Chinese geestelijkheid.
In 1811 werd echter een edict uitgevaardigd, dat handelde over wat genoemd werd de “ongewenste infiltratie van buitenlandse elementen”. Daarmee werden ook de missionarissen bedoeld. Er bleven provinciale en lokale bestuurders die – gevoelig voor een extra financiële bijdrage – een christelijke aanwezigheid bleven gedogen. Met name in het zuiden van China, waar opstandige bewegingen als de Witte Lotus aanwezig waren werden christenen echter geassocieerd met ongewenste en heterodox geachte elementen en vonden vervolgingen plaats. Meer missionarissen werden geëxecuteerd. Er was in deze periode zeker sprake van enige geloofsafval, maar globaal bleef het aantal gelovigen door nieuwe bekeringen op ongeveer 200.000 tot 1840.
De zending op het vasteland van China begon in 1807 met de aankomst in Kanton van de door het Londens Zendingsgenootschap uitgezonden Britse zendeling Robert Morrison. In 1830 arriveerde met Elijah Coleman Bridgman, de eerste van de Amerikaanse zendelingen. De belangrijkste strategie in die periode was het trachten te verspreiden van in het Chinees gestelde christelijke traktaten. Vanaf 1860 en de Conventie van Peking werd het mogelijk om in geheel China zending en missie te bedrijven en nam het aantal missionarissen en zendelingen in China explosief toe. Aan het eind van de periode van de dynastie waren er ruim 3000 zendelingen, 1400 buitenlandse priesters en 2500 missiezusters. Er was in grote delen van de Chinese samenleving hevige weerstand tegen het christendom.
De overeenkomsten die zending en missie mogelijk maakten waren een gevolg van de Opiumoorlogen en werden door China beschouwd als ongelijke verdragen. Het gevolg was dat veel Chinezen de missie en vooral de zending associeerden met imperialisme en ongewenste bezetting van delen van hun land. Gedurende de gehele periode van de dynastie slaagde men er niet of nauwelijks in om personen uit de elite aan zich te binden. De oppositie tegen het christendom in China bij de elite was gebaseerd op noties ontleend aan de Confucianistische Klassieken. Ieder geloof en beweging die afweek van deze ideologie kon als heterodox beschouwd worden en als een bedreiging voor de bestaande morele, culturele en politieke orde worden gezien. Het grootste deel van de Chinese elite alsook de missionarissen en zendelingen was overtuigd van hun eigen culturele superioriteit. De laatsten zagen hun opdracht als het brengen van beschaving. De traditionele Chinese elite bleef het christendom verwerpen als een barbaarse vorm van heterodoxie. Ook hervormingsgezinde Chinezen bleven overtuigd van de superioriteit van een beschaving gebaseerd op de confuciaanse ordening.
Een factor die in alle vakliteratuur wordt genoemd is het falen van het realiseren van eigen authentiek Chinese kerken. Zowel bij de rooms-katholieke missie in China als bij de zending in China was er onvoldoende draagvlak voor het bieden van ruimte aan een dergelijke ontwikkeling. Het christendom in China bleef tot 1950 gedomineerd door leidinggevenden vanuit het buitenland. Aan het eind van de dynastie waren er ongeveer 1.000.000 Chinese katholieken en 100.000 Chinese protestanten, in totaal ongeveer 0,3 % van de toenmalige bevolking.

## Binnenlandse opstanden

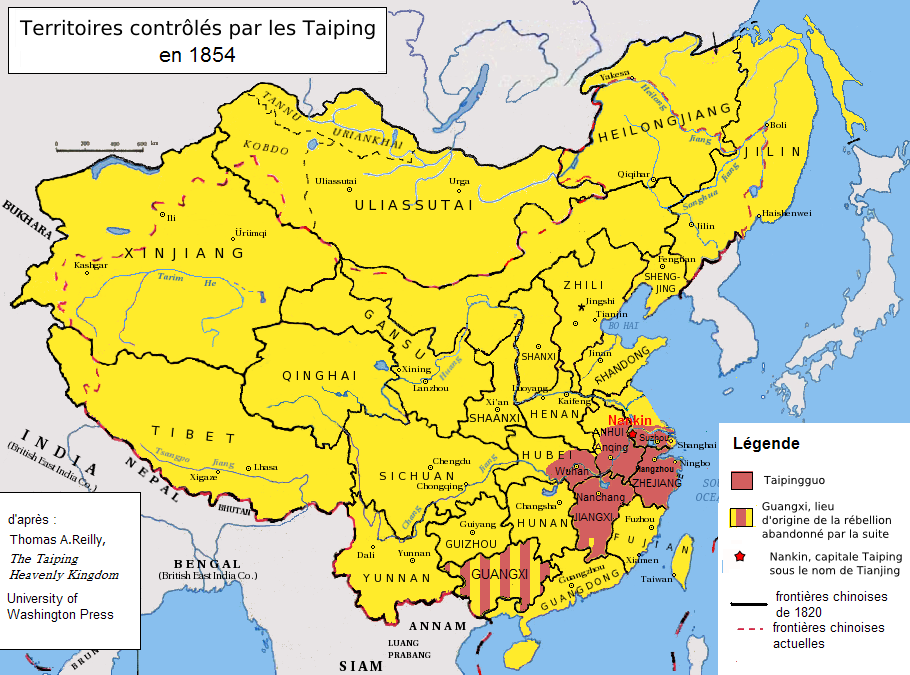
Gebied dat in 1854 door de Taiping werd beheerst

Vanaf 1850 vond een groot aantal opstanden plaats. De in omvang grootste opstand was de Taipingopstand. De opstand was in aantallen slachtoffers de grootste menselijke catastrofe in de negentiende eeuw. Ramingen van het aantal slachtoffers variëren van minimaal 20.000.000 naar ruim 50.000.000. De belangrijkste leider was Hong Xiuquan, uit het volk van de Hakka in het zuiden van China. Hong Xiuquan was enkele malen gezakt voor het bestuursexamen op provinciaal niveau. In de daaropvolgende depressie ontving hij een aantal visioenen. Na nog een keer gezakt te zijn voor het examen ging hij zijn eerdere visioenen interpreteren in christelijke termen op basis van een eerder door hem ontvangen tekst van de eerste Chinese evangelist Liang Fa. Hij nam de essentie over van het betoog van Liang Fa van de noodzaak tot moreel juist gedrag en het contrast tussen uitverkorenen en verdoemden als basis van de ideologie van de Taipingopstand, maar raakte er ook van overtuigd dat hij de Jongere Broer van Jezus Christus zou zijn. Hij wist een groot aantal volgelingen om zich heen te verzamelen in een beweging die als Godsvereringvereniging benoemd werd en riep het Hemelse Koninkrijk van de Grote Vrede (taiping tianguo) uit. In 1853 werd Nanking ingenomen en dat werd de hoofdstad van de beweging. Die stad zal tot 1864 in hun handen blijven en met de naaste omgeving feitelijk ook de enige regio zijn waar hun religie in de praktijk werd gebracht.
Zeng Guofan kreeg de opdracht van het keizerlijk hof de opstand neer te slaan. Hij wist samen met anderen een aantal krachten van de regionale elite in Centraal-China te mobiliseren. De opstand werd dan ook in de eerste plaats neergeslagen door regionale legers onder bevel van de plaatselijke elite en veel minder door inzet van regeringstroepen. Ongeveer in dezelfde periode vond in het noorden van China de Nianopstand plaats en van 1865 – 1878 een door de uit het Kanaat van Kokand afkomstige avonturier Yakub Beg gekaapte opstand van moslims in het Tarimbekken. Hij wist het gehele gebied te veroveren. Ook in het noordelijk deel van Sinkiang ging het Chinese gezag verloren.

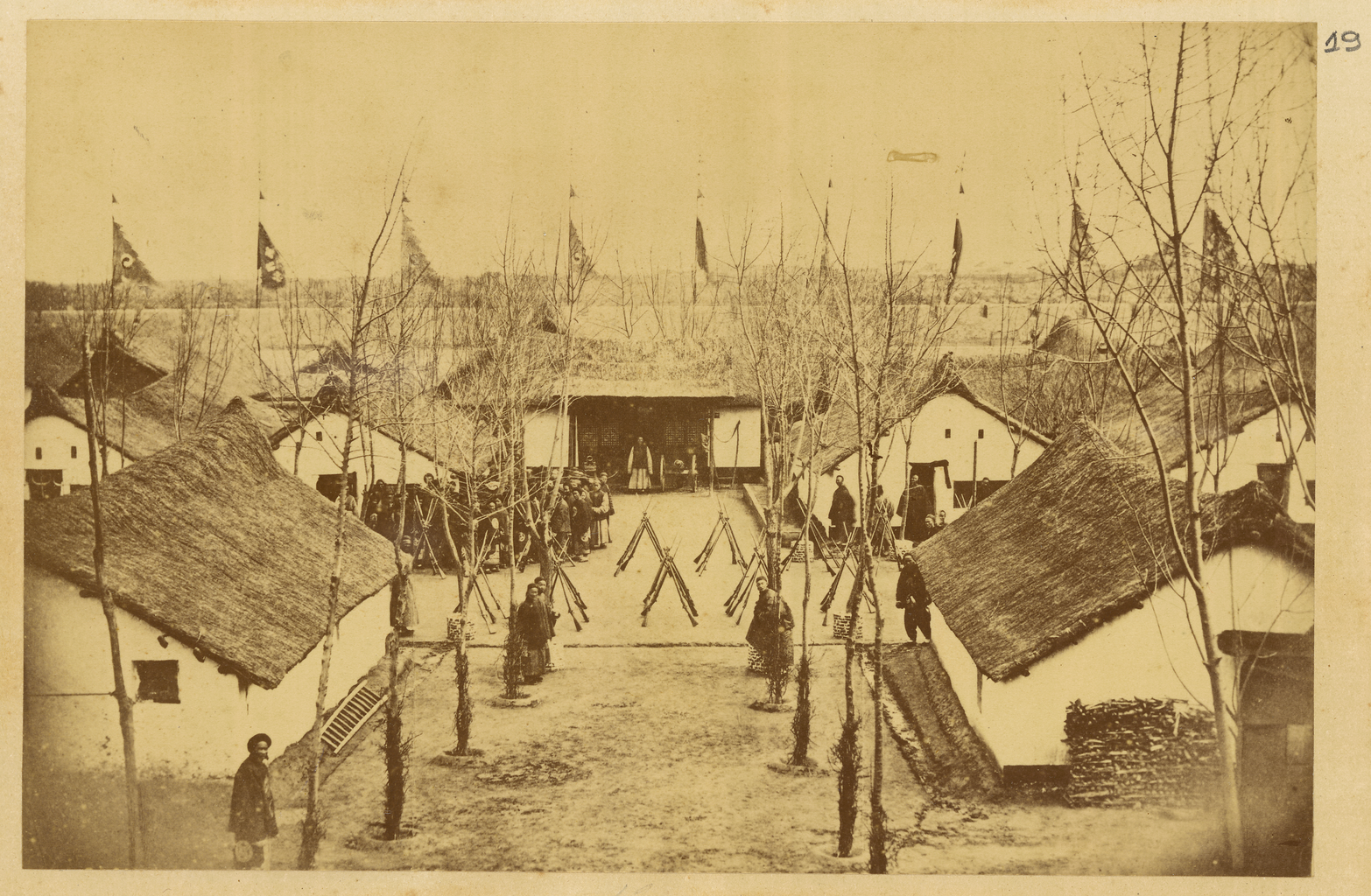
Onderkomen van Qing-troepen tijdens de herovering van Sinkiang

Ten aanzien van de herovering herhaalde zich de discussie van ruim een eeuw daarvoor ten aanzien van het toevoegen van het gebied aan het rijk. Er waren in Peking ernstige meningsverschillen over de prioriteit het gebied wel of niet terug te veroveren. Een belangrijke factie van beleidsmakers aan het hof gaf de voorkeur aan het versterken van de militaire maritieme infrastructuur, mede gezien de Japanse dreiging ten aanzien van Taiwan. Die factie was van opvatting, dat een herovering van het gebied de daarmee samenhangende kosten niet waard was. In hun opvatting zou het gebied altijd een bron van moeilijkheden blijven. Uiteindelijk werd het Chinese gezag in 1878 hersteld.
Veel meer dan de Opiumoorlogen was de Taipingopstand de scheidslijn in het China van de negentiende eeuw. De economische schade en vernietiging van de infrastructuur was enorm. Het economisch zwaartepunt van China verschoof van regio's in het zuiden zoals Kanton naar het door Taiping nooit bezette Shanghai. Het organiseren van krachten op regionaal niveau om de Taiping te verslaan had tot gevolg dat literati economische en financiële verantwoordelijkheden op zich hadden moeten nemen. Deze ontwikkeling zou leiden tot wat de in de steden in het oosten de dominante sociale klasse zou worden, die van een hooggeletterde, op zaken doen georiënteerde elite.
Aan de andere kant waren er honderdduizenden mannen die na de Taipingopstand gedemobiliseerd werden. Zij werden betaald voor hun diensten en kregen de opdracht naar huis te gaan. Die konden echter in een verwoeste agrarische economie als arbeidskracht niet meer geabsorbeerd worden en bleven voor een belangrijk deel in de havensteden. De stedelijke bevolking in het oosten van China was na de opstand wezenlijk verschillend dan daarvoor. Grote groepen werkloze soldaten zochten hun toevlucht in de criminaliteit en vormden benden, die een nieuwe bedreiging voor de dynastie konden creëren.

## De Zelfversterkingsbeweging

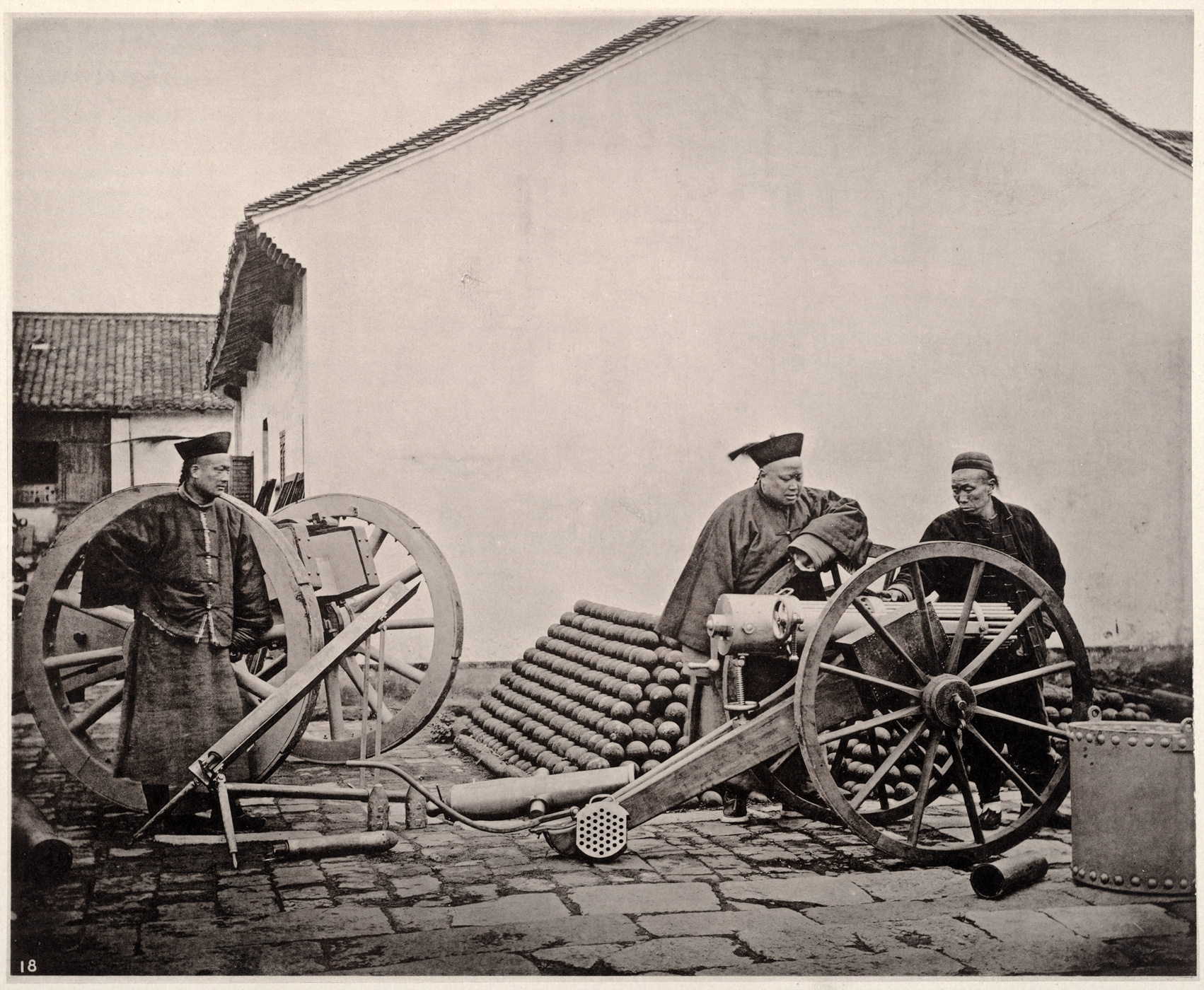
De nieuwe munitiefabriek van Nanjing in 1869, gebouwd door Li Hongzhang

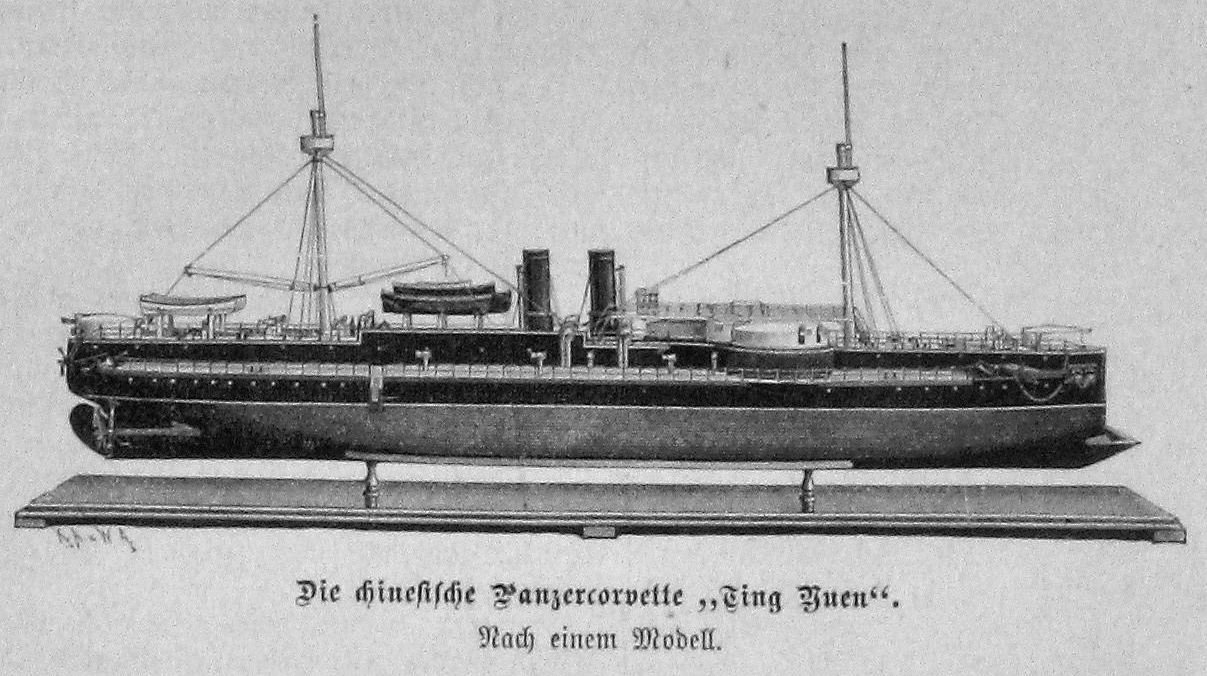
Slagschip Dingyuan, in dienst van 1885 tot 1895

De nederlagen in de Opiumoorlogen en het drama van de Taiping-opstand bracht een kleine groep Mantsjoe en Han het besef dat het land zich moest moderniseren. De voorstanders van deze beweging waren geen radicale hervormers. Hun doel was de introductie van westerse militaire technologie en het starten van een industriële ontwikkeling naar westers model juist om de Qing-dynastie te laten overleven en traditionele confuciaanse waarden te handhaven. Het werd noodzakelijk geacht om barbaarse (westerse) methoden te leren om barbaarse dreigingen te kunnen weerstaan. Om deze kennis te vergaren zou China een meer actieve benadering van landen in het westen moeten zoeken, hun handelssysteem en technologie moeten onderzoeken, meer buitenlandse talen moeten beheersen en een volwaardige diplomatieke dienst creëren. De dominante personen van de beweging waren vaak provinciale leiders, die projecten initieerden die vooral ten goede kwamen aan hun eigen regio. De meest prominente figuur in de beweging was Li Hongzhang, een militair. Hij stichtte een aantal militaire academies naar westers model, versterkte de verdedigingswerken rondom Chinese havens en moderniseerde de Chinese vloot. In het westen werden twee slagschepen besteld, de Dingyuan en zusterschip Zhenyuan. Later stimuleerde hij de ontwikkeling van ondernemingen die voor het grootste deel door privékapitaal gefinancierd werden, maar waarvan de planning en het strategisch beleid in belangrijke mate door de overheid gestuurd werden. Er werd geïnvesteerd in een begin van een infrastructuur van spoorwegen, meer moderne scheepsbouw, telegraaflijnen, koolmijnen en textielfabrieken. Li speelde vanaf 1880 een grote rol in de ontwikkeling van een buitenlands beleid en slaagde er ook in om persoonlijk redelijke relaties met vertegenwoordigers van de westerse naties te onderhouden.
De meeste historici zien de beweging (globaal aanwezig van 1861–1895) niet als een succes. Er waren sterke xenofobe krachten in de regering die de beweging op cruciale momenten tegenwerkten. Die krachten wensten feitelijk niets met westerse methoden te maken hebben en organiseerden de oppositie tegen de beweging. De regentes en keizerin-weduwe Cixi speelde om haar positie te handhaven voortdurend voorstanders en tegenstanders van verandering tegen elkaar uit. Veel van de projecten van de beweging dienden een vorm van toestemming te krijgen van de overheid. Er lekte dus ook veel geld weg door corruptie. De wel succesvolle projecten van de beweging waren de weinige die volledig gefinancierd werden door provinciale autoriteiten en privékapitaal.
Historici maken vaak een vergelijking tussen het gebrek aan succes van deze beweging en de gelijktijdige zeer succesvolle Meiji-restauratie in Japan. In Japan werd gekozen voor een op nationaal niveau consistent uitgevoerd moderniseringsbeleid. Er zijn ook historici die aangeven dat de belemmeringen in China om een dergelijke keus te maken ook aanzienlijk groter waren. Het onderwijsniveau was rond 1870 in Japan al aanzienlijk hoger dan in China. Het land had in tegenstelling tot Japan te maken met voortdurend imperialisme in het eigen land. Het kreeg in deze periode ook te maken met natuurrampen met opnieuw grote consequenties, zoals massale hongersnoden. De belangrijkste factor voor het weinig succesvol zijn van de beweging in China lag echter in de bij velen aanwezige opvatting dat zelfs een beperkte modernisering al gelijk stond aan cultureel verraad, waardoor er uiteindelijk onvoldoende draagvlak was voor het consequent invoeren en toepassen van technologische en wetenschappelijke veranderingen.

## Voortdurend imperialisme
Aan het eind van de negentiende eeuw leed China nog twee grote militaire nederlagen. De eerste was in een conflict met Frankrijk over dominantie in Vietnam. De tweede was in de Eerste Chinees-Japanse Oorlog van 1894/1895. Hiermee was volgens velen het failliet van de Zelfversterkingbeweging aangetoond. Dat was ook het einde van de beweging. De xenofobe krachten aan het hof wisten hun invloed te vergroten. Een gevolg van de nederlaag tegen Japan was een nieuwe periode van imperialistisch machtsvertoon in China.

### De oorlog met Frankrijk

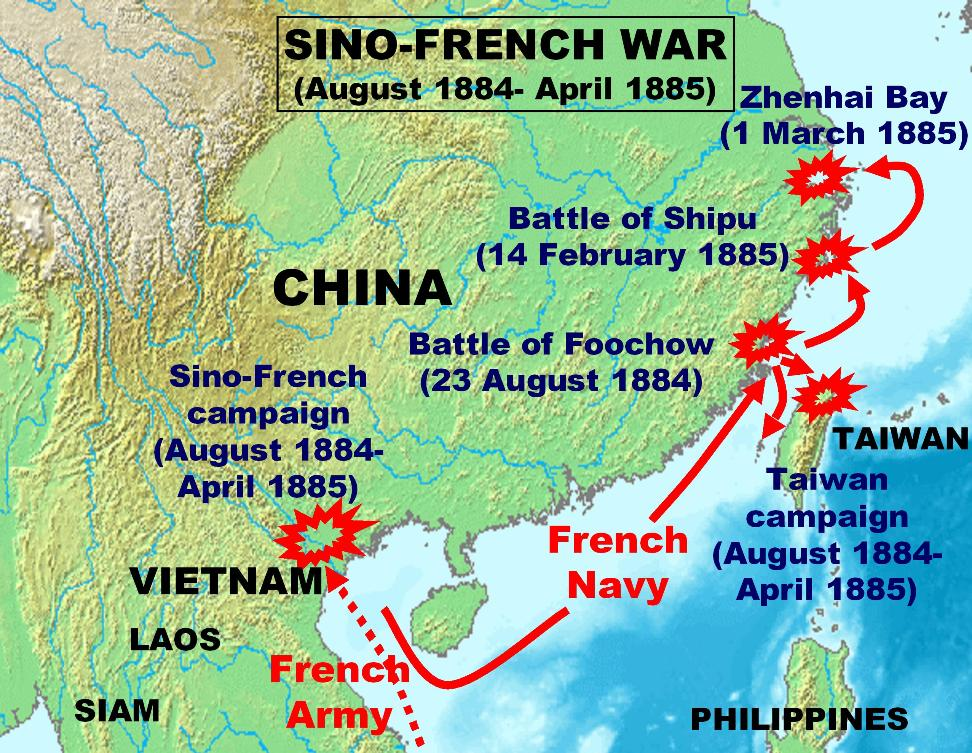
Gebied van de Chinees-Franse oorlog

Vietnam was tijdens de Qing-dynastie een autonoom land dat wel een tribuutrelatie met China onderhield. De Vietnamese Nguyen-dynastie werd gedomineerd door Franse belangen. Het zuidelijk deel, bekend als Cochin-China, stond vanaf 1874 onder direct Frans bestuur. De Fransen trachtten ook hun invloed te vergroten in het gebied van Tonkin in het noordelijk deel van het land. De Nguyen-dynastie intensiveerde de tribuutrelatie en vroeg actieve Chinese steun. In 1882 werden eerst een aantal huursoldaten door China betaald en gefaciliteerd. Het jaar daarop werden reguliere regeringstroepen gezonden. Gematigde krachten als Li Hongzhang en Yi Xin probeerden met de Fransen te onderhandelen. Zij werden echter genegeerd en de regering van Cixi verklaarde de oorlog aan Frankrijk. De troepen van de Qing hadden enig succes tegen de Franse troepen die grote logistieke moeilijkheden hadden. De Fransen breidden echter de oorlog uit met een blokkade van Taiwan en bezetten enkele delen van het eiland. Ook op het eiland zelf konden Chinese troepen nog standhouden. De maritieme oorlog was echter beslissend. Op 23 augustus 1884 werden de nieuwe Zuid-Chinese vloot en de marinebasis bij Fuzhou vrijwel geheel vernietigd. Bij het verdrag dat de oorlog beëindigde werd de Franse dominantie over geheel Vietnam erkend in ruil voor de Franse terugtrekking uit Taiwan. Frankrijk vroeg geen schadevergoeding maar de economische gevolgen waren groot. Het concept van een verdere industriële ontwikkeling naar westers model verloor nog meer draagkracht. In 1887 werd in een grensverdrag met Vietnam vastgelegd, dat de Spratly-eilanden alsmede de Paraceleilanden tot China behoorden. De aanspraken van de Volksrepubliek op die gebieden worden voor een deel gelegitimeerd door dat verdrag.

### Chinees-Japanse oorlog

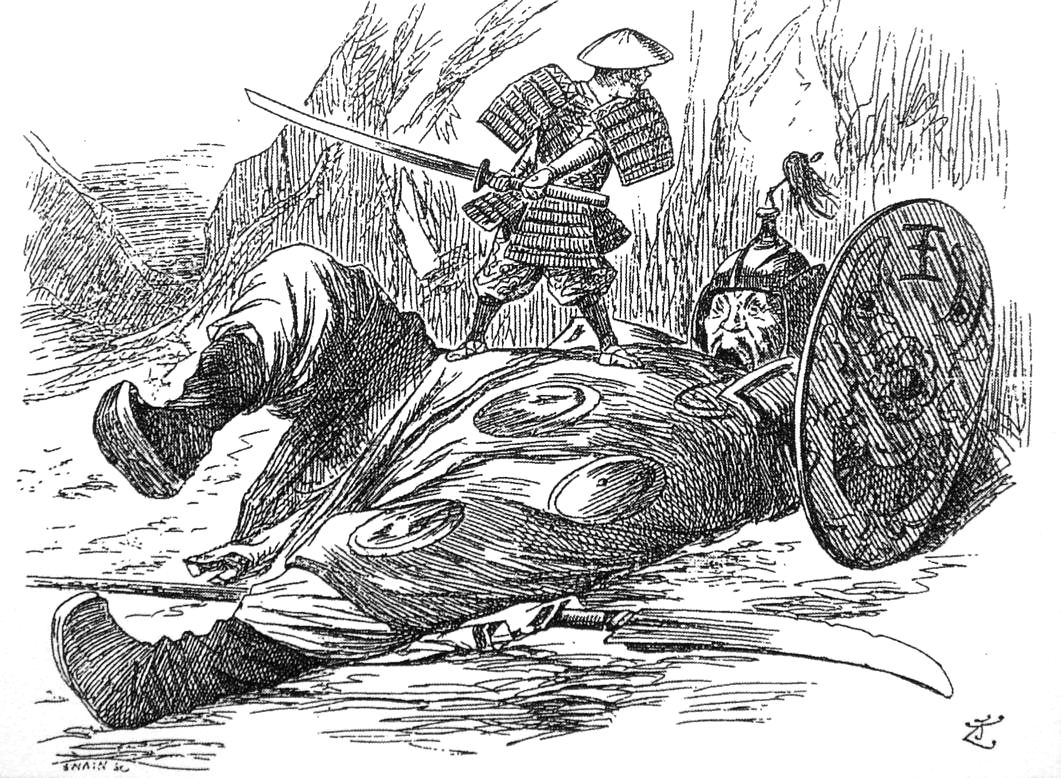
Cartoon uit het tijdschrift Punch. De overwinning van het kleine Japan op de reus China

Belangrijkste oorlogshandelingen en troepenbewegingen

In 1871 hadden China en Japan een verdrag op basis van gelijkwaardigheid gesloten, waarbij ambassadeurs werden uitgewisseld. Het verdrag bevatte een clausule met afspraken dat men elkaar bij zou staan in het geval van agressie van derden. Een andere afspraak was, dat men zich zou onthouden van bemoeienis in gebieden van de andere natie. Onmiddellijk na het verdrag begon Japan echter claims te formuleren inzake het Koninkrijk Riukiu dat regeerde over het grootste deel van de Riukiu-eilanden waaronder Okinawa. Riukiu was een autonoom koninkrijk dat tribuutrelaties met zowel China als Japan onderhield. In 1874 werd het rijk door Japan bezet. In 1879 werd het formeel geannexeerd en werd het de prefectuur Okinawa. Japan gebruikte verder het voorwendsel van enkele incidenten met Japanse vissersboten voor claims inzake Taiwan. Dat werd in de jaren 70 van de negentiende eeuw bestuurd als een prefectuur van de provincie Fujian. Op die claims volgde echter nog geen Japanse actie. In 1887 verkreeg Taiwan de status van aparte provincie.
De belangrijkste conflicthaard tussen beide landen was echter Korea. Japan vreesde dat Rusland het zou kunnen gebruiken als een gebied van waaruit een invasie van Japan zou starten. China zag het als een noodzakelijke bufferstaat tegen Japanse expansie in Mantsjoerije. In Korea zelf was er strijd tussen facties die een meer pro-Japanse dan wel meer pro-Chinese politiek wensten. Een klein deel van het land, het eiland Ganghwa, was in 1866 tijdelijk bezet geweest door Frankrijk. In 1875 zond Japan een oorlogsschip naar de monding van de rivier de Han Gang, de toegang tot Seoel. Zoals verwacht werd het onder vuur onder genomen. De Japanse protesten leidden tot het verdrag van Ganghwa, dat Japan belangrijke commerciële privileges in Korea gaf. Het verdrag verklaarde Korea tot een geheel onafhankelijk en soeverein land. Dat ontkende dus de tribuutrelatie die het met China had.
De uiteindelijke en directe aanleiding tot de Eerste Chinees-Japanse Oorlog was een binnenlandse opstand van de Tonghak-beweging. Net als de Taiping enkele decennia daarvoor in China , was de Tonghak een nieuwe religie. Het claimde de beste elementen uit het confucianisme, boeddhisme en taoïsme te verenigen. In de lente van 1894 was de beweging in staat het voortbestaan van de Joseondynastie ernstig te bedreigen. Op advies van de aan het Koreaanse hof aanwezige Chinese adviseur Yuan Shikai werd de Chinese regering om assistentie gevraagd. De eerste Chinese troepen arriveerden in juli dat jaar. Op 1 augustus verklaarde Japan China de oorlog en keizer Guangxu antwoordde met eenzelfde verklaring. De oorlog was een debacle voor de Chinezen. Zij werden verslagen in een veldslag bij Pyongyang en de Noord-Chinese marine werd vrijwel geheel vernietigd. Japanse troepen bezetten het schiereiland van Liaoning met de steden Dalian, Port Arthur en de havenstad Weihai in Shandong.
In het verdrag van Shimonoseki aanvaardde China de volledige onafhankelijkheid van Korea. Taiwan, de Pescadores en het zuidelijk deel van het schiereiland Liaotung met de steden Dalian en Port Arthur werden Japans bezit. Japan zou een schadevergoeding van 200 miljoen tael (een tael is ongeveer 40 gram zilver) ontvangen. Ook Japan kreeg een status als meest begunstigde natie in China en de havens en steden Shashih, Chungking, Suzhou en Hangchow werden voor hen opengesteld,

### Hernieuwd imperialisme

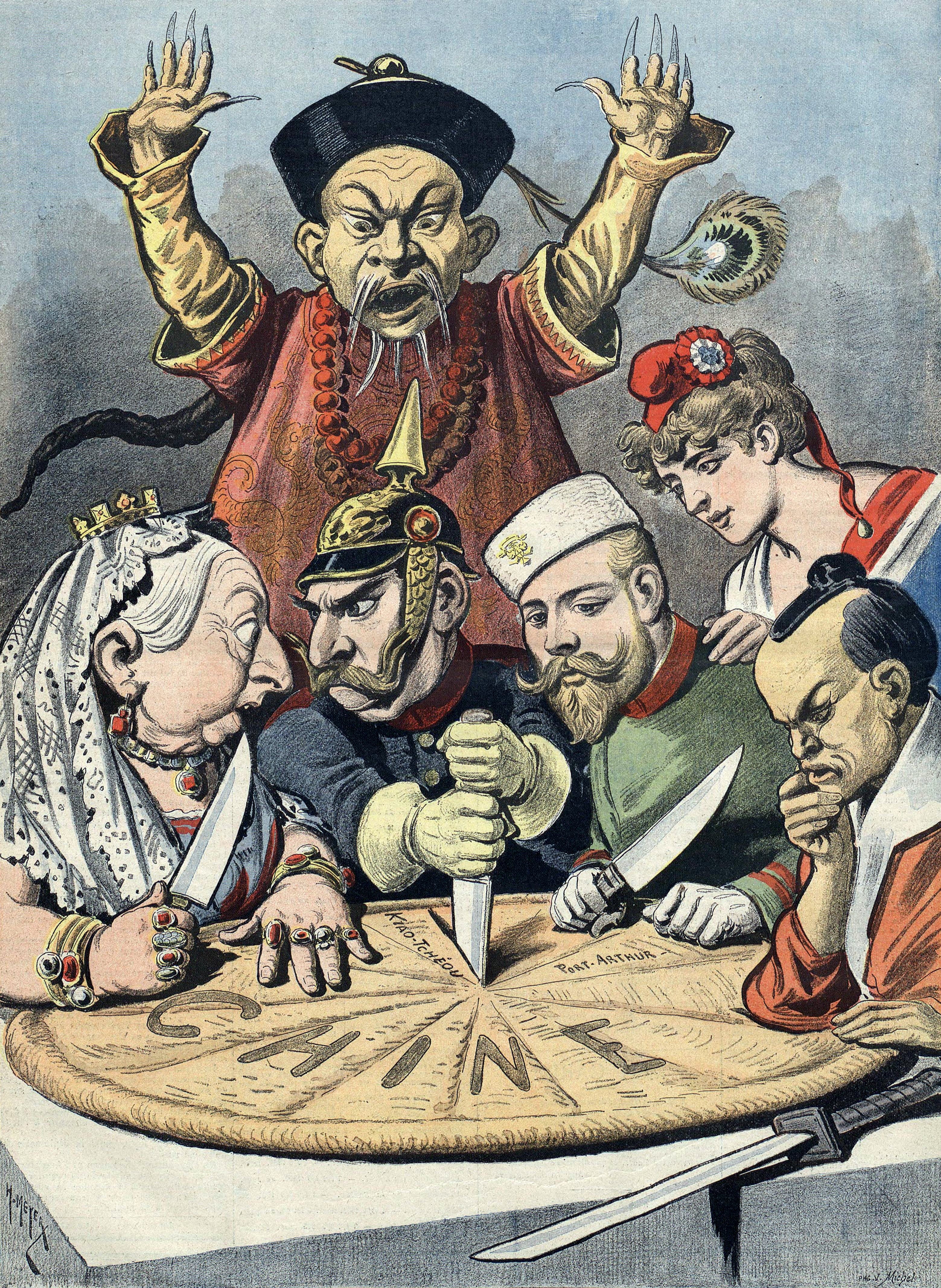
Cartoon uit 1898 van de Franse tekenaar Henri Meyer waarin van linksaf Groot-Brittannië, Duitsland, Rusland, Frankrijk en Japan het Chinese rijk verdelen

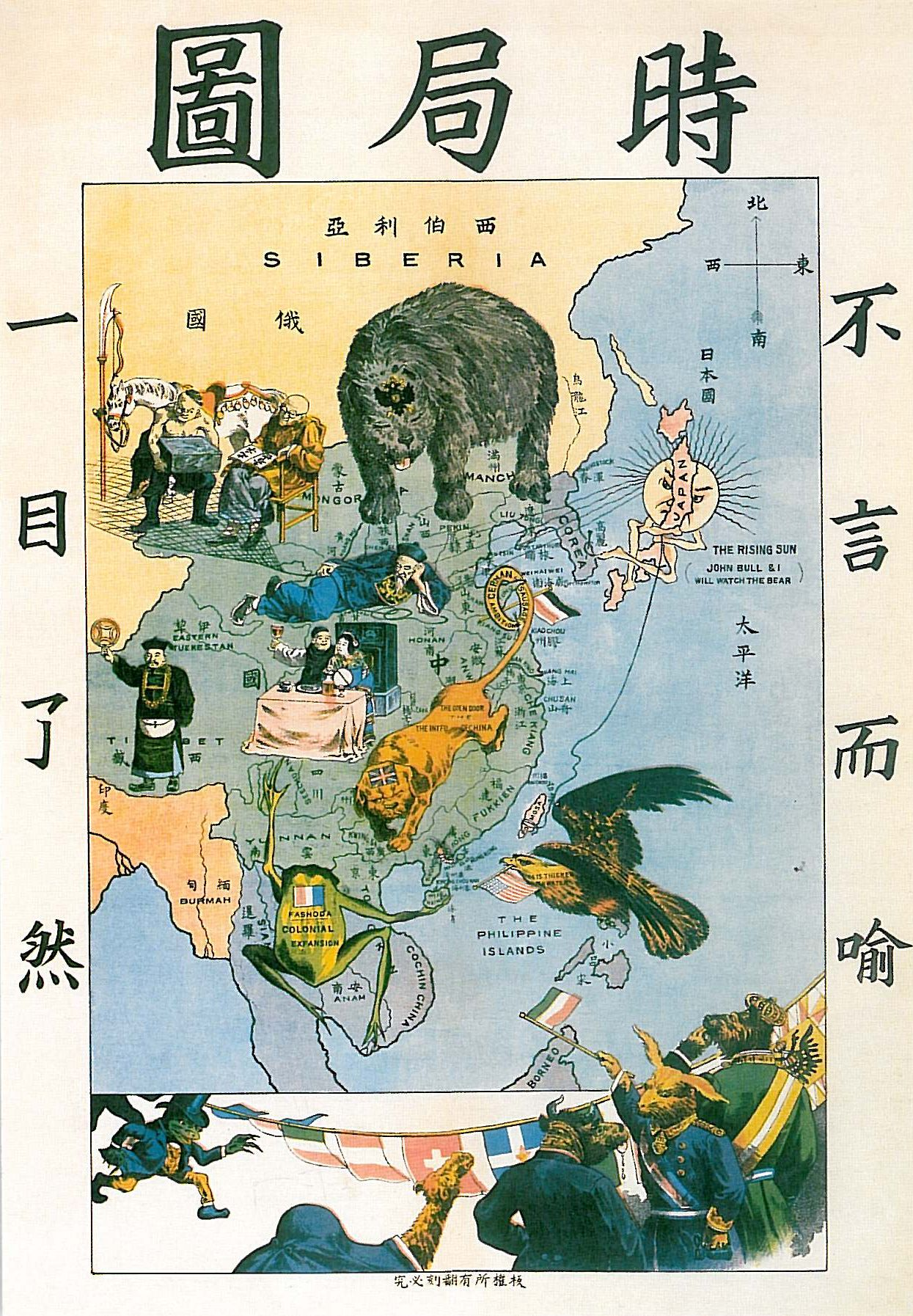
Cartoon van de Chinese tekenaar Tse Tsan-tai uit 1900. De beer stelt Rusland voor; de leeuw is Groot-Brittannië; de zon is Japan en de adelaar is de Verenigde Staten

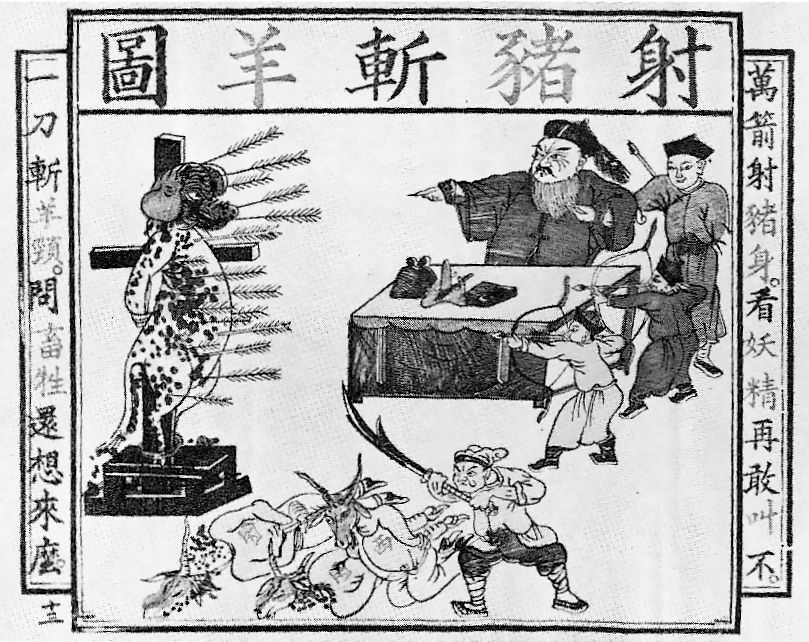
Illustratie uit de Bixi Jishi (een verzameling feiten om de heterodoxie te bestrijden), het meest beruchte antichristelijke pamflet. Het beschieten van het varken [Jezus] en het onthoofden van Geiten [Buitenlanders]

Het verloop en de uitkomst van de oorlog had nog een keer duidelijk gemaakt hoe zwak het Chinese keizerrijk geworden was. Dit machtsvacuüm gaf aanleiding tot hernieuwd imperialisme. Rusland vreesde dat het bezit van Liaodong aanleiding zou geven tot Japans machtsvertoon in Siberië. Het kreeg daarvoor steun van Frankrijk en met name Duitsland. Als gevolg van deze Drie Landen-interventie zag Japan af van het schiereiland en Dalian en Port Arthur in ruil voor een additionele Chinese vergoeding van 50.000.000 tael. Duitsland eiste en verkreeg in 1897 het gebied van de baai van Kiautschou in Shangdong voor een periode van 99 jaar. Rusland bezette in hetzelfde jaar Dalian en Port Arthur, die het even daarvoor voor China had behouden en begon vandaar uit een kolonisatie van Liaodong. Het bouwde daar onder meer de Trans-Mantsjoerische spoorlijn, een zijtak van de Trans-Siberische spoorlijn en stichtte de stad Harbin. Groot-Brittannië eiste en verkreeg voor een periode van 99 jaar Weihai en omgeving alsmede de New Territories, die bij Hongkong en Kowloon werden gevoegd. Frankrijk verkreeg in het zuiden van China de baai van Kwang-Chou-Wang tegenover Hainan.
Het eindresultaat was dat in economisch opzicht Mantsjoerije voor het grootste deel feitelijk Russisch gebied was geworden; Shangdong en aangrenzende delen van het noorden van China Duits; een belangrijk deel van het zuidoosten van China Frans; de delta van de Jangtsekiang onder Britse dominantie viel; Taiwan tot Japan behoorde met een dominante economische invloed in Fujian. Korea werd in 1910 door Japan geannexeerd.

### De Honderd dagen
De uitkomst van de oorlog tegen Japan en de gevolgen daarvan leidde bij een deel van de elite opnieuw tot de vaststelling dat fundamentele hervormingen noodzakelijk waren. Naar hun oordeel moesten die hervormingen niet verhinderd worden door het vasthouden aan traditionele culturele waarden. Die groep wist invloed te krijgen op de keizer Guangxu. Ruim drie maanden kondigde de keizer een aantal hervormingen af, die een totale reorganisatie van het staatsbestel beoogden. Geen van de beoogde hervormingen werd echter in de praktijk uitgevoerd. In de geschiedschrijving is het falen van de beweging lang alleen toegeschreven aan de conservatieve krachten, zoals Cixi. Het is juist dat die krachten de beweging ook tegengewerkt hebben. Meer recente geschiedschrijving beklemtoont echter ook dat de hervormers volstrekt onvoldoende rekening hielden met de bestaande politieke realiteit en de keizer op uiterst onhandige wijze opereerde. In die geschiedschrijving wordt gewezen op het feit dat een aantal van die hervormingen een decennium later wel werd ingevoerd. Na drie maanden maakt de keizerin-weduwe Cixi met een coalitie van conservatieve Mantsjoes een einde aan de hervormingen. Guangxu werd tot aan zijn dood in 1908 in een situatie van huisarrest geplaatst.

## Het einde van de dynastie en het keizerrijk
Een deel van de Chinese elite had het antwoord op imperialisme in pogingen tot hervorming gezocht. Een ander deel hanteerde eind negentiende eeuw de methode van felle anti-westerse literatuur en het verspreiden van irrationele antichristelijke propaganda. Die bevatte grotesk verwrongen opvattingen over het christelijk geloof. Missionarissen werden afgeschilderd en afgebeeld als onder meer kidnappers van kinderen, plegers van kindermoord om organen te verkrijgen voor medicijnen en perverse seksuele praktijken. In met name het noorden van China was er een zeer omvangrijke circulatie van dit soort pamfletten. Die vonden bij een aanzienlijk deel van de bevolking weerklank. Het meest beruchte pamflet had de titel Bixi Jishi (een verzameling feiten om de heterodoxie te bestrijden). Een van die gebieden van verspreiding was Shangdong. Daar werkten sinds 1882 de Duitse missionarissen van Steyl. Vanaf de inlijving van het gebied van de baai van Jiaozhou in 1898 als een van de Duitse koloniën werden zij agressiever in hun proselitisme. In de twee jaar daarna waren er honderden incidenten in het gebied waarbij Duitse missionarissen betrokken waren die vaak ronduit onbeschoft optraden. Dat leidde tot hevige reacties waaruit een beweging voortkwam die Yihetuan (Vuisten der Gerechtigheid en Eensgezindheid) werd genoemd, in het westen bekend als de Boksers.

### De Bokseropstand

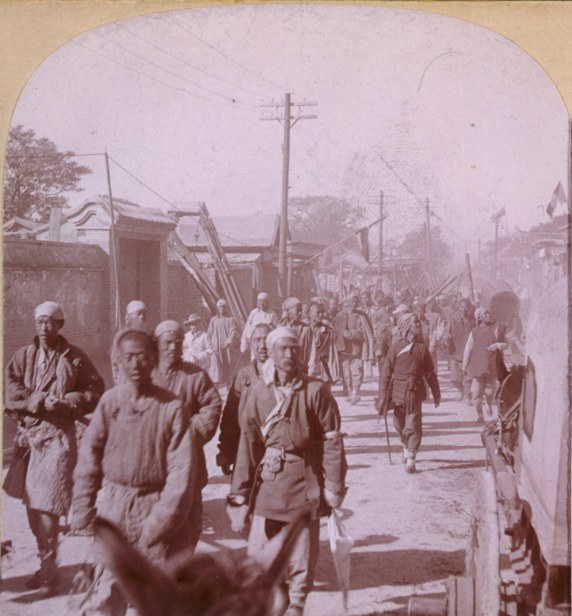
Boksers in Tianjin

Sinds haar paleiscoup van 1898 die had geleid tot het huisarrest van de keizer Guangxu, had Cixi het hof naar een agressief anti-vreemdelingenbeleid geleid. De Bokserbeweging werd tijdens de eerste maanden van 1890 in toenemende mate gewelddadig. Cixi vaardigde decreten uit, waarin zij provinciale autoriteiten maande de beweging te tolereren en niet te onderdrukken. De gouverneur van de toenmalige provincie Zhili (het gebied rondom Peking) gaf hieraan gehoor. Yuan Shikai, op dat moment gouverneur van Shangdong weigerde dit en greep in. Het gevolg was dat hierna het grootste deel van de activiteiten van de Boksers in Peking en Zhili zouden plaatsvinden. Het noorden van China en met name Zhili was eind negentiende eeuw zwaar getroffen door langdurige droogtes met massale hongersnoden tot gevolg. Het aantal slachtoffers was ruim 10.000.000. Het mengsel van grote sociale onrust, chaos en sterk verslechterde economische omstandigheden culmineerde in de opstand.
De acties van de Boksers richtten zich vooral op westerlingen en Chinese christenen. Ongeveer 280 katholieke missionarissen en protestantse zendelingen werden vermoord. Het grootste aantal slachtoffers viel onder Chinese katholieken met ruim 30.000 vermoorde personen. In Peking heerste een situatie van anarchie. Diplomaten en andere buitenlanders die belegerd werden in de ambassadewijk van de stad riepen buitenlandse militaire hulp in. Op 21 juni 1900 verklaarde de regering van Cixi de oorlog aan alle buitenlandse mogendheden die in China aanwezig waren en beval alle provinciale gouverneurs de opstand te steunen en buitenlanders uit te wijzen. De meeste gouverneurs weigerden het beval uit te voeren. Een internationale strijdkracht van 18.000 man – waaronder 8000 Japanners – nam uiteindelijk Peking weer in. Het hof en Cixi was inmiddels gevlucht naar Xian. In september werd het Bokserprotocol getekend. China diende een schadevergoeding te betalen van 450.000.000 tael. Dat was een onmogelijke opgave dus deze schuld zou over een termijn van veertig jaar afbetaald worden tegen 4% rente per jaar. Als zekerheid voor de afbetaling werd het grootste deel van het belastingsysteem, de opbrengst van de zoutmijnen en de douane onder buitenlandse controle gebracht. Het protocol bevatte een clausule dat de troepen van buitenlandse naties in China gelegerd konden blijven ten behoeve van de bescherming van hun landgenoten. De westerse naties trokken hun troepen snel terug, maar de Japanse troepen zouden tot aan de Japanse invasie van 1937 in het land blijven.

### Het laatste decennium
Na de Bokseropstand was er feitelijk geen sprake meer van een situatie van een eigen Chinese nationale soevereiniteit. Toch slaagde de dynastie erin nog een decennium te overleven. Er vond zelfs een herleving van een aantal hervormingen plaats die bekendstaat als De Nieuwe Politiek. Er werd een aantal projecten overgenomen die feitelijk al dateerden van de periode van de Zelfversterkingsbeweging. De belangrijkste hervorming was die van het onderwijssysteem. In 1901 werden examens nieuwe stijl ingevoerd en in 1905 werd het oude Chinees examenstelsel dat feitelijk al van de achtste eeuw dateerde geheel afgeschaft. Een tweede hervorming was die van het bestuurssysteem. Een nieuw Ministerie van Handel initieerde in tal van steden Kamers van Koophandel, die andere bestaande sociale instituties coöpteerde. Dat bracht lokale kooplieden en industriëlen bijeen en versterkte de nieuwe sociale klasse van hoog-geletterde handelaren. Het vendelsysteem en het leger van de groene standaard stelden als militaire kracht al lang nauwelijks meer wat voor en werden ontmanteld. Daarvoor kwamen een aantal nieuwe legerkorpsen in de plaats, het zogenaamde Beiyang Leger. Uit dat leger kwamen enkele decennia later de meeste krijgsheren tijdens de periode van de republiek China.
Om de enorme schadevergoedingen te betalen werd een nieuwe fiscale structuur gecreëerd, waarin provincies verantwoordelijk werden gemaakt voor een deel van de jaarlijkse aflossing en werden een aantal winstgevende industriële ondernemingen genationaliseerd. In 1909 vonden voor het eerst verkiezingen plaats voor provinciale assemblees, waarbij alleen mannen uit de lokale elite kiesrecht hadden.

### Anti-Mantsjoegevoelens

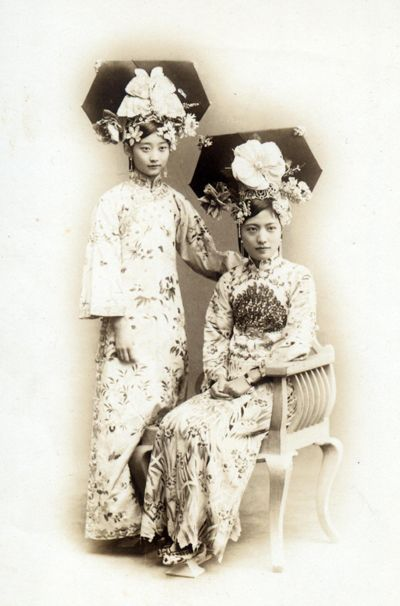
Vrouwen uit de adel van de Mantsjoes in 1900

Anti-Mantsjoe-gevoelens speelden in de laatste periode van het keizerrijk een grote rol in het mobiliseren van krachten die uiteindelijk tot de val ervan zouden leiden. Qianlong had in de achttiende eeuw een veel scherper gedefinieerde Mantsjoe-identiteit gepoogd te creëren. In de loop van de achttiende eeuw beheersten echter al veel nazaten van de oorspronkelijke veroveraars het Mantsjoe niet of nauwelijks meer. In de negentiende eeuw beheersten zelfs velen aan het hof de taal nauwelijks meer. De keus van Qianlong gaat in de tweede helft van de negentiende eeuw voor de Mantsjoes grote negatieve gevolgen hebben. Vanaf de Taipingopstand profileren opstandige bewegingen zich met sterke anti-Mantsjoe-gevoelens. De Mantsjoes worden voorgesteld als een bevoorrechte, onderdrukkende klasse van moordzuchtige veroveraars die moet worden verjaagd. Een klein deel van de Mantsjoes was inderdaad bevoorrecht. Dat deel gaat na de Taipingopstand ook weer een grotere politieke rol spelen. De oorzaak daarvan is de zwakke positie van de laatste keizers en de coalities die Cixi moet vormen om haar macht te vergroten en te consolideren. De laatste kabinetten in de periode van het keizerrijk bestonden dan ook uit overwegend Mantsjoes. Dat was het gevolg van politieke ontwikkelingen, maar door Han-Chinezen werd dat in etnische termen geïnterpreteerd. De meeste Mantsjoes behoorden tot de vendeltroepen en waren in de tweede helft van de negentiende eeuw sterk verarmd en meer een sociaal probleem dan een effectieve strijdmacht. Na de val van het keizerrijk namen veel Mantsjoes Han-Chinese namen aan en verborgen hun identiteit. Vanaf eind twintigste eeuw laat overigens een sterk toenemend aantal personen zich weer registreren als Mantsjoes.

### De Xinhai-revolutie
Zowel Cixi als Guangxu overleden in november 1908. De nieuwe keizer werd de dan tweejarige Puyi. Zijn vader, prins Chun, trad op als regent. In 1911 werd uit een onderzoek duidelijk dat de provincies een enorme schuldenlast hadden. Ook op landelijk niveau was er sprake van grote insolventie. Op zich was dat geen nieuw verschijnsel maar het openbaar worden van het onderzoek was dat wel. In 1910 en 1911 waren er opnieuw een aantal natuurrampen die tot misoogsten en grote voedseltekorten leidden. Er was daarnaast sprake van een verbreiding van eerst lokale uitbarstingen van geweld. De belangrijkste actoren in de Xinhairevolutie waren de instituten die gecreëerd waren door De Nieuwe Politiek vanaf 1901. De nieuw gevormde legerkorpsen, de Kamers van Koophandel en de provinciale assemblees. In oktober 1911 ontstond muiterij in het legerkorps van Hubei in de stad Wuchang. De Kamers van Koophandel van Wuchang en Hankou verklaarden hun steun aan de muiters. De provinciale assemblee van Hubei nam een verklaring aan waarin de provincie zich afscheidde van het rijk van de Qing. Soortgelijke verklaringen werden later in oktober en november in nog eens dertien andere provincies aangenomen.
Er vonden een aantal moordpartijen op Mantsjoes plaats. De ergste was die in Xian, waarbij ongeveer 10.000 Mantsjoes werden vermoord. Enkele weken na die gebeurtenissen slaagden de provinciale elites erin om de orde weer te herstellen. Er was ook geen sprake van een volksrevolutie. Groepen uit de lagere sociale klassen, revolutionairen en geheime genootschappen speelden slechts een rol bij de eerste incidenten. Eind december 1911 kozen vertegenwoordigers van de provinciale assemblees Sun Yat-sen tot president terwijl de keizer en de regent formeel nog de macht bekleedden. Dit maakte ook duidelijk, dat de provincies feitelijk het Chinese rijk niet wensten te verlaten en binnen een Chinees staatsverband wensten te blijven.
Verontrust door het geweld tegen Mantsjoes had de regent inmiddels de bescherming van Yuan Shikai ingeroepen. Hij zette het onder zijn bevel staande Noordelijke Leger niet in maar startte onderhandelingen. Hij bereikte een onderhandelingsresultaat, een vorm van vrede tussen het hof, de legers en de provincies. Het gevolg van die overeenkomst was, dat de keizer diende af te treden, dat op 12 februari 1912 gebeurde. Yuan Shikai werd in april van dat jaar de nieuwe president van de opvolger van de Qing-dynastie, de republiek China.

## Lijst van keizers
In deze lijst wordt Nurhaci als de eerste keizer benoemd, hoewel de dynastie toen nog de naam Latere Jin had. De naam Qing werd in 1636 door Hong Taiji aan de dynastie gegeven. De periodes van deze beide keizers zijn voor de verovering van China. Nurhaci heeft de titel keizer ook postuum gekregen.
| Regeringsperiode | Periodenaam | Persoonlijke naam | Postume titel | Tempelnaam      |
| ---------------- | ----------- | ----------------- | ------------- | --------------- |
| 1616–1626        | Nurhaci     | Nurhaci           | Gaodi         | (Qing) Taizu    |
| 1626–1643        | Hong Taiji  | Hong Taiji        | Wendi         | (Qing) Taizong  |
| 1644–1661        | Shunzhi     | Fulin             | Zhangdi       | (Qing) Shizu    |
| 1662–1722        | Kangxi      | Xuanye            | Rendi         | (Qing) Shengzu  |
| 1722–1735        | Yongzheng   | Yinzhen           | Xiandi        | (Qing) Shizong  |
| 1735–1795        | Qianlong    | Hongli            | Chundi        | (Qing) Gaozong  |
| 1795–1820        | Jiaqing     | Yongyan           | Ruidi         | (Qing) Renzong  |
| 1820–1850        | Daoguang    | Minning           | Chengdi       | (Qing) Xuanzong |
| 1850–1861        | Xianfeng    | Yizhu             | Xiandi        | (Qing) Wenzong  |
| 1861–1875        | Tongzhi     | Zaichun           | Yidi          | (Qing) Muzong   |
| 1875–1908        | Guangxu     | Zaitian           | Jingdi        | (Qing) Dezong   |
| 1908–1912        | Xuantong    | Puyi              | geen          | geen (Modi)     |

Xia · Shang · Zhou · Qin · Han · Drie Koninkrijken · Jin · Zuidelijke Dynastieën · Noordelijke Dynastieën · Sui · Tang · Vijf Dynastieën · Jin (Jurchen) · Song · Yuan · Ming · Qing